# 7. März
Der 7. März ist der 66. Tag des gregorianischen Kalenders (der 67. in Schaltjahren), somit bleiben 299 Tage bis zum Jahresende.

## Ereignisse

### Politik und Weltgeschehen

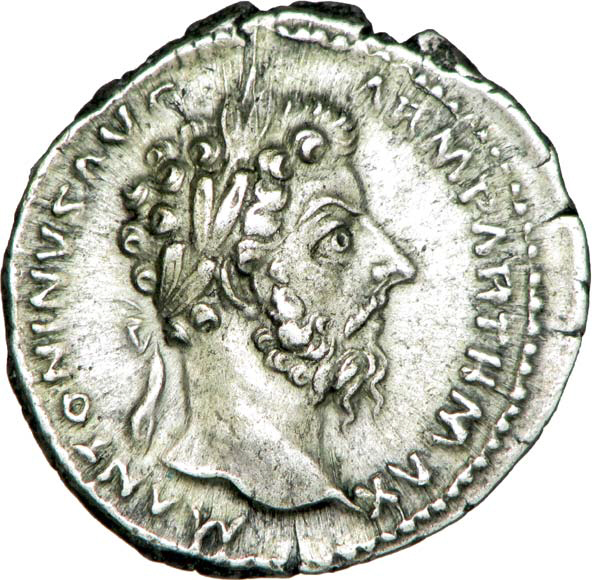
161: Mark Aurel

- 0161: Nach dem Tod von Antoninus Pius wird der von ihm adoptierte Mark Aurel römischer Kaiser. Der letzte Adoptivkaiser ernennt Lucius Verus zu seinem Mitkaiser, ein bis dahin beispielloses Vorgehen.
- 0321: Der römische Kaiser Konstantin der Große erklärt per Dekret den dies solis (Sonntag) zum Ruhetag.
- 1080: Papst Gregor VII. verhängt im Investiturstreit über den deutschen König Heinrich IV. erneut den Kirchenbann, nachdem er diesen drei Jahre früher in Canossa gelöst hat. Gleichzeitig erklärt er Gegenkönig Rudolf von Rheinfelden zum rechtmäßigen deutschen König.

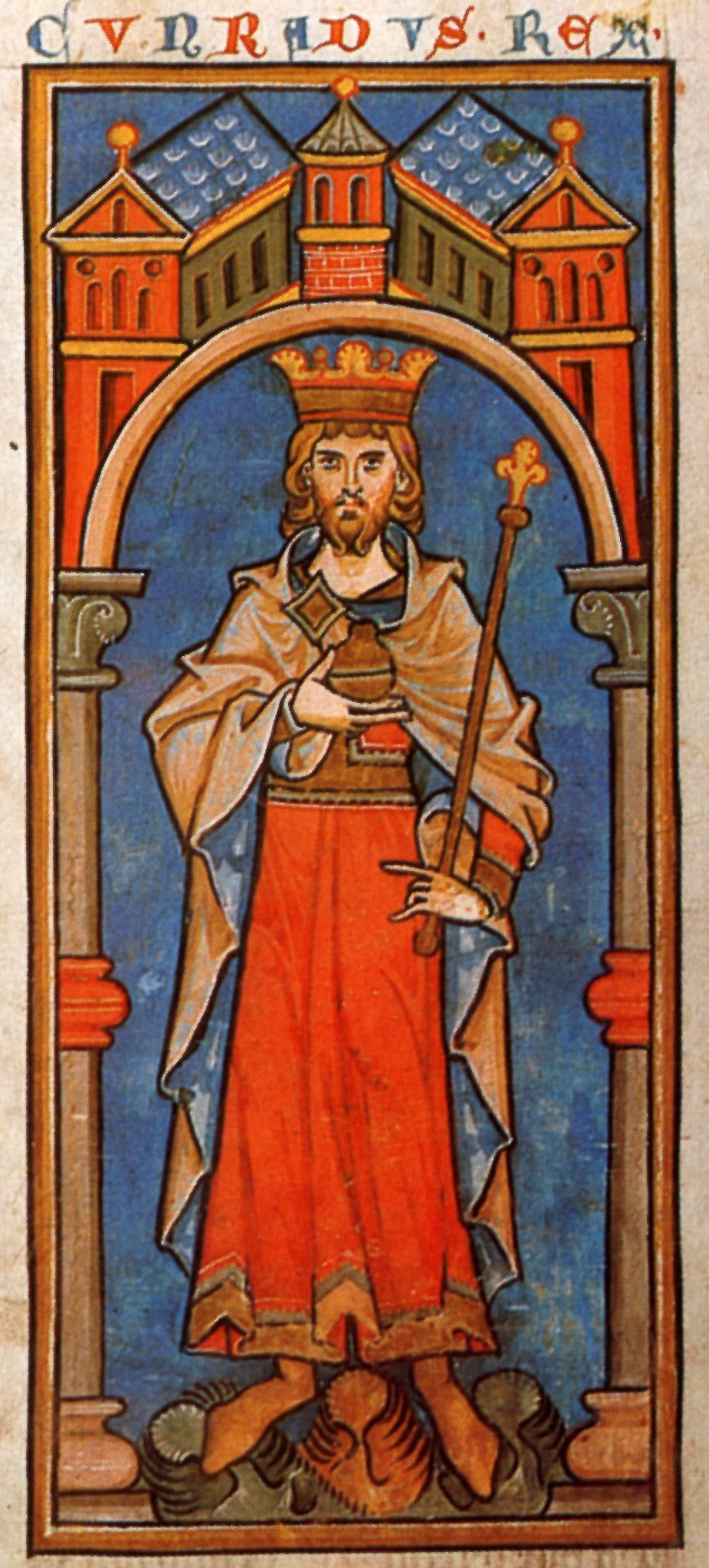
1138: Konrad III.

- 1138: Der Staufer Konrad III. wird in einer Eilwahl unter Vorsitz des Trierer Erzbischofs Albero in St. Kastor zu Koblenz zum deutschen König gewählt. Die Mehrheit der Reichsfürsten, die eigentlich den Welfen Heinrich den Stolzen unterstützt haben, verhält sich der Wahl gegenüber passiv.
- 1573: Entgegen den Absprachen mit den Verbündeten der Heiligen Liga schließt Venedig im fünften venezianischen Türkenkrieg einen Separatfrieden mit dem Osmanischen Reich. Im Vertrag von Konstantinopel erkennt die Republik den Verlust Zyperns an und verpflichtet sich zu einer Kriegsentschädigung an die Hohe Pforte in Höhe von 300.000 Dukaten.
- 1785: Schweden nimmt in den Kleinen Antillen die Insel Saint-Barthélemy in Besitz, die es aus französischem Kolonialbesitz gegen die Gewährung von Handelsrechten in Göteborg erhalten hat.
- 1799: Auf seiner ägyptischen Expedition im Zweiten Koalitionskrieg nimmt Napoleon Bonaparte nach viertägiger Belagerung Jaffa in Palästina ein. In der Folge zieht er weiter nach Akkon, wo er am 19. März eintrifft.
- 1814: Am Chemin des Dames gelingt Napoleon mit seinen Truppen ein letzter Sieg gegen die im Befreiungskrieg auf Paris vorrückenden Preußen und Russen.

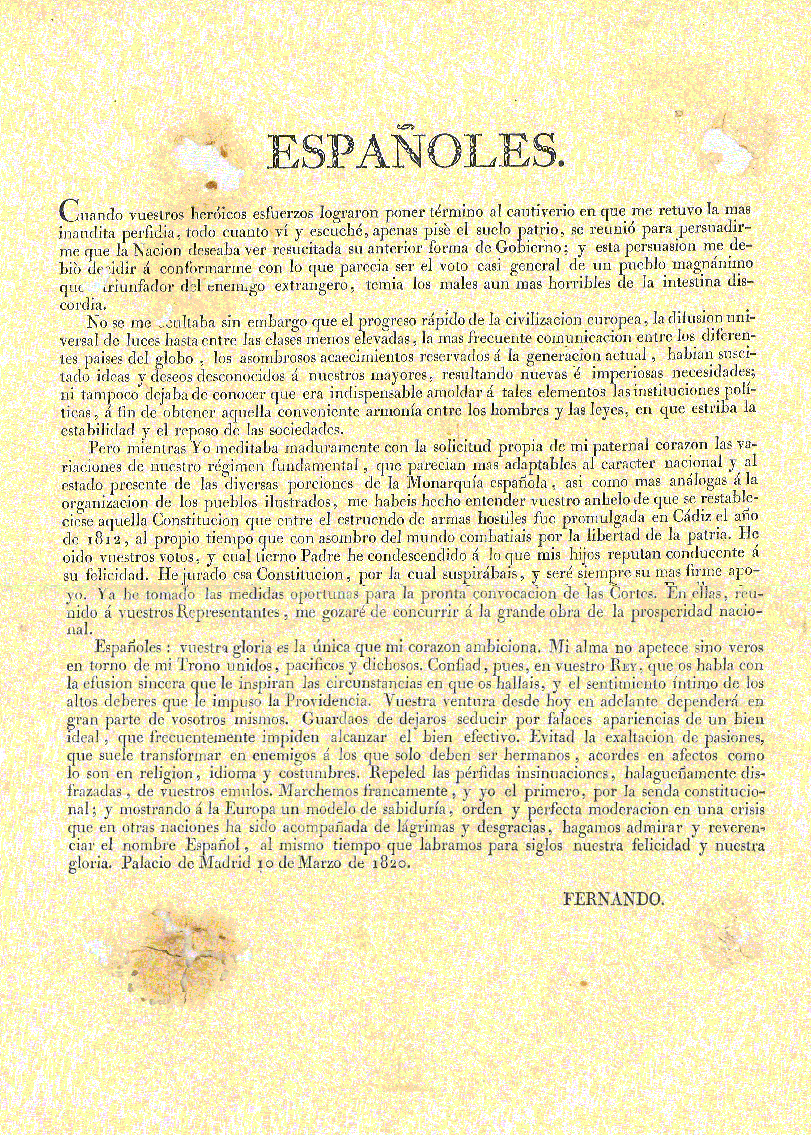
1820: Ferdinands Eid auf die Verfassung von 1812

- 1820: Während der von Rafael del Riego geführten Spanischen Revolution wird König Ferdinand VII. gezwungen, den Eid auf die 1814 außer Kraft gesetzte Verfassung von Cádiz zu leisten. Damit beginnt das sogenannte Trienio Liberal. Spanien wird bis 1823 wieder konstitutionelle Monarchie.
- 1821: Die österreichische Armee besiegt bei Rieti neapolitanische Truppen unter General Guglielmo Pepe. Die von den europäischen Großmächten geduldete Militärintervention ins Königreich beider Sizilien dient zur Beruhigung der Lage nach einem Militärputsch der Carbonari im Jahr zuvor und dem Unterdrücken republikanischer Bestrebungen.
- 1849: Nach Erlass der Oktroyierten Verfassung im Kaisertum Österreich durch Kaiser Franz Joseph I. wird der Reichstag in Kremsier gewaltsam aufgelöst. Damit endet die Revolution von 1848/1849 endgültig und die Zeit des Neoabsolutismus beginnt.
- 1862: Im Amerikanischen Bürgerkrieg beginnt die Schlacht am Pea Ridge in Arkansas zwischen den Südstaaten unter General Earl Van Dorn und den Nordstaaten unter General Samuel Ryan Curtis.

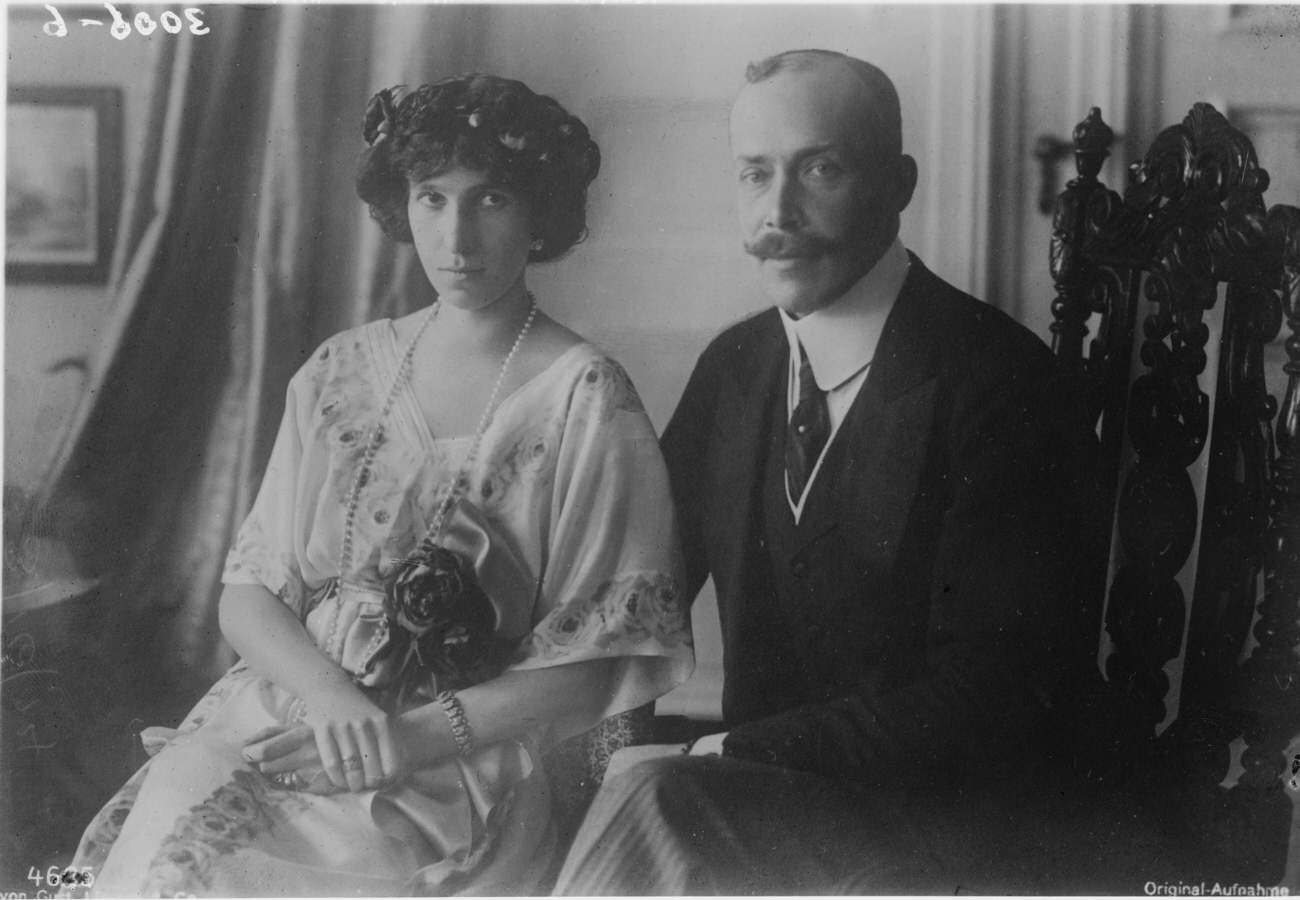
1914: Wilhelm zu Wied mit seiner Ehefrau Sophie

- 1914: Der Deutsche Wilhelm zu Wied trifft mit seiner Frau Sophie von Schönburg-Waldenburg und seiner Familie als neuer Fürst Albaniens in der Hauptstadt Durrës ein. Seine Herrschaft dauert nur sechs Monate.
- 1918: Finnland und das Deutsche Kaiserreich schließen in Berlin einen Sonderfrieden im Ersten Weltkrieg.
- 1920: Der syrische Nationalkongress proklamiert Faisal I. zum König von Syrien. Die Kolonialmächte Frankreich und Großbritannien durchkreuzen jedoch das arabische Unabhängigkeitsstreben über den Völkerbund. Frankreich erhält das Völkerbundmandat für Syrien und Libanon. König Faisal geht im Juli nach einer verlorenen Schlacht gegen französische Truppen ins Exil.
- 1929: Bei einem Zusammenstoß zwischen Anhängern der NSDAP und der KPD werden in Wöhrden drei Menschen erschlagen. Die Nationalsozialisten schlachten in der Folge die „Blutnacht von Wöhrden“ propagandistisch aus, wodurch die Region Dithmarschen eine Hochburg des Nationalsozialismus wird.
- 1936: In Übertretung der Verträge von Locarno und des Vertrags von Versailles rücken Teile der deutschen Wehrmacht in das entmilitarisierte Rheinland ein. Die Rheinlandbesetzung ist Hitlers zweiter Verstoß gegen den Versailler Vertrag nach der Einführung der Allgemeinen Wehrpflicht.

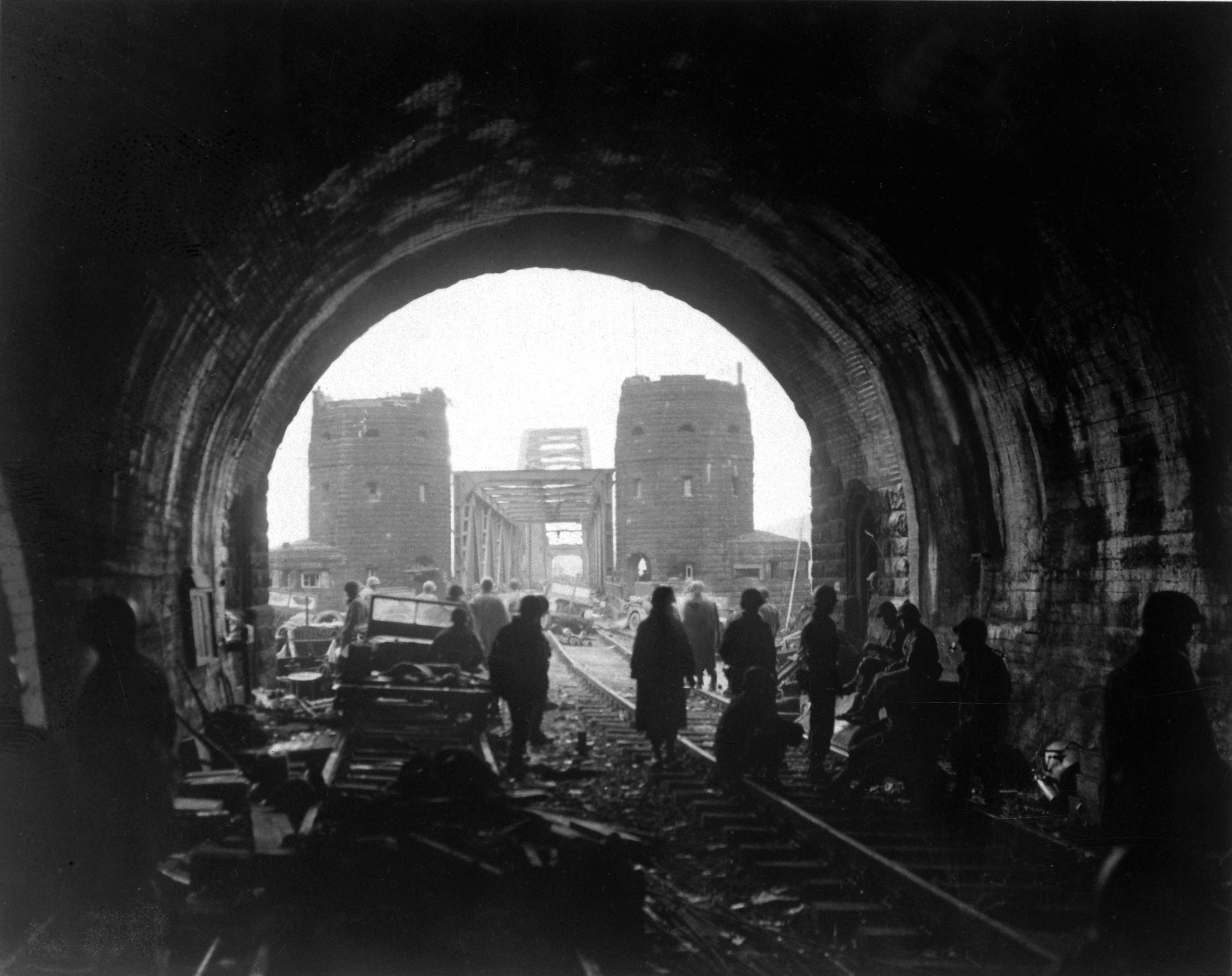
1945: Eroberte Ludendorff-Brücke von Remagen

- 1945: Im Zweiten Weltkrieg erobern US-amerikanische Truppen an der Westfront die unzerstörte Rheinbrücke von Remagen.
- 1945: Vertreter des AVNOJ und der jugoslawischen Exilregierung werden zur Regierung des Demokratischen Föderativen Jugoslawien zusammengelegt; die jugoslawische Exilregierung löst sich auf.

1946: Das Emblem der FDJ

- 1946: In der sowjetischen Besatzungszone wird die Freie Deutsche Jugend (FDJ) gegründet.
- 1951: General Ali Razmara, Premierminister des Iran und Gegner der Verstaatlichung der Anglo-Persian Oil Company, wird von einem Mitglied der islamischen Geheimorganisation Fadayan-e Islam ermordet.
- 1965: Als Reaktion auf einen Staatsbesuch von Walter Ulbricht, dem Staatsratsvorsitzenden der DDR, in Ägypten, wo er am 24. Februar mit allen Ehren als Staatschef empfangen worden ist, stellt die Bundesrepublik Deutschland die Wirtschaftshilfe für Ägypten ein. Am 12. Mai nimmt sie überdies diplomatische Beziehungen zu Israel auf.
- 1965: Außerhalb der Stadt Selma, Alabama stoppt die Staatspolizei durch Einsatz von Knüppeln und Tränengas den ersten von drei Protestmärschen. Etwa 600 Bürgerrechtsdemonstranten wollten in Alabamas Hauptstadt Montgomery ziehen. Gouverneur George Wallace sieht im Marsch eine Bedrohung der öffentlichen Sicherheit.
- 1979: US-Präsident Jimmy Carter beginnt eine einwöchige Friedensmission, um zwischen Israel und Ägypten zu vermitteln. Seine Bemühungen werden schließlich zur Unterzeichnung des Israelisch-ägyptischen Friedensvertrages führen.

1989: China (administrativ) mit Tibet

- 1989: Der Staatsrat der Volksrepublik China unter Hu Jintao erklärt nach zweitägigen Protesten gegen die chinesische Okkupation das Kriegsrecht in Tibet.
- 1992: Nach dem Rücktritt Wilfried Martens’ wird Jean-Luc Dehaene neuer belgischer Premierminister.
- 1994: In den ersten freien Wahlen in Kasachstan, die aber von internationalen Beobachtern insgesamt als unfair bezeichnet werden, gewinnen die den regierenden Präsidenten Nursultan Nasarbajew unterstützenden Parteien die Mehrheit.
- 2004: Die liberal-konservative Nea Dimokratia unter Kostas Karamanlis gewinnt die Parlamentswahlen in Griechenland gegen die regierende sozialistische PASOK von Giorgos A. Papandreou.
- 2007: Das britische House of Commons stimmt über den zukünftigen Status des House of Lords ab, wobei eine Mehrheit für die 100%ige Wählbarkeit der zweiten Parlamentskammer Großbritanniens votiert.
- 2018: Das Oberlandesgericht Dresden verurteilt acht Mitglieder der rechtsterroristischen „Gruppe Freital“ zu hohen Haftstrafen wegen Sprengstoffanschlägen auf Asylunterkünfte und Übergriffe auf Unterstützer von Flüchtlingen.

### Wirtschaft

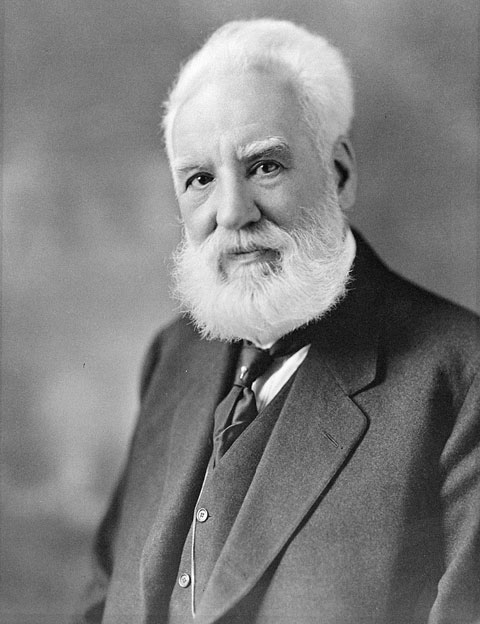
1876: Alexander Graham Bell

- 1876: Alexander Graham Bell erhält ein Patent für seine Erfindung des Telefons, muss jedoch zur Umsetzung Ideen seines Konkurrenten Elisha Gray verwenden, dem er mit der Patentanmeldung zwei Stunden zuvorgekommen ist.

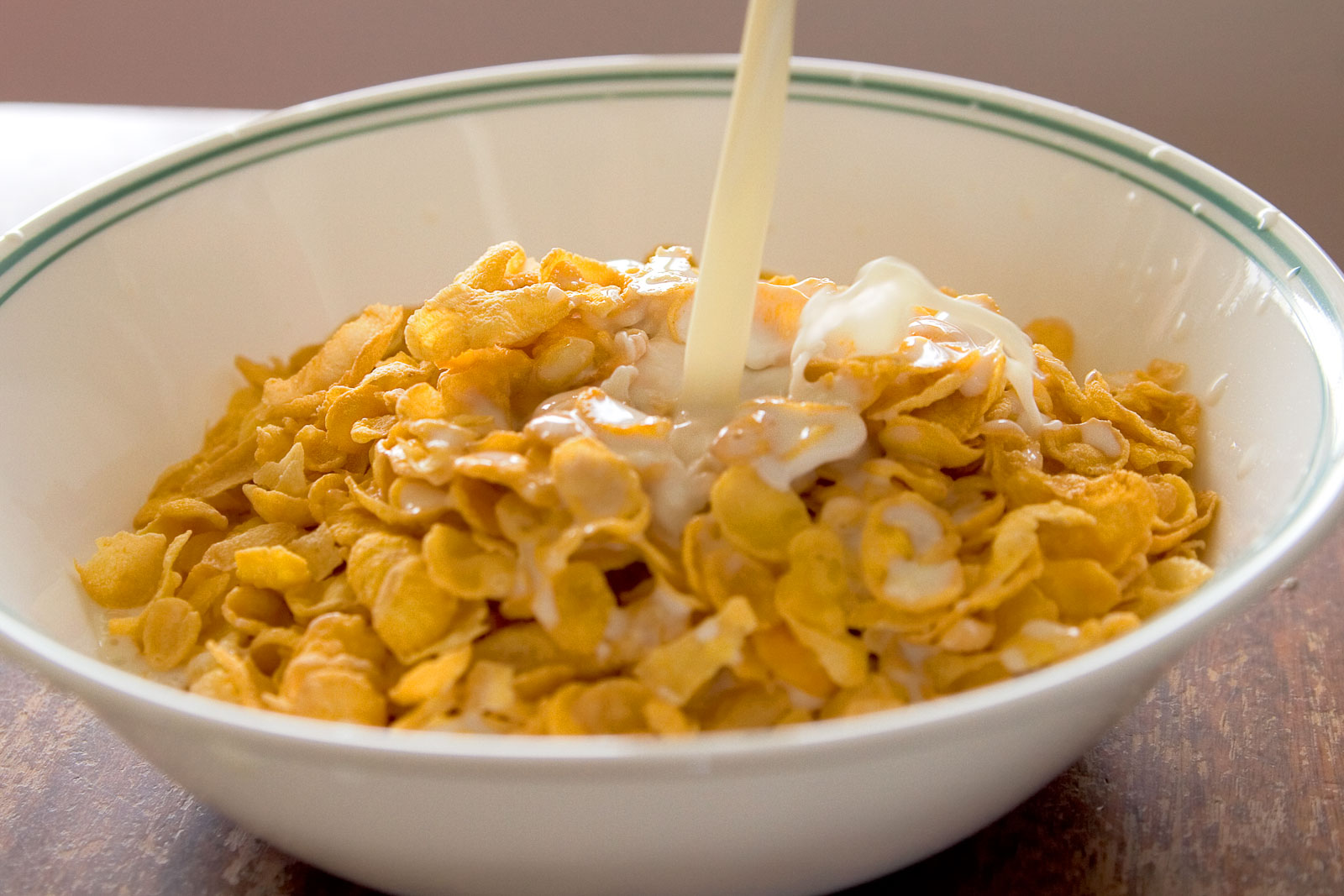
1897: Cornflakes

- 1897: Der Arzt John Harvey Kellogg lässt den Patienten in seinem Sanatorium in Battle Creek, Michigan zum ersten Mal Cornflakes servieren, die er zusammen mit seinem Bruder Will Keith Kellogg erfunden hat.
- 1909: Die Congressional Subway nimmt innerhalb des Kapitolkomplexes in Washington, D.C., ihren Betrieb auf.
- 1916: Die Konkursmasse der Gustav Otto Flugmaschinenwerke wird mit den Rapp Motorenwerken zur Bayerische Flugzeugwerke (BFW) fusioniert. 1922 entwickeln sich daraus die Bayerische Motorenwerke (BMW).
- 1918: Das japanische Elektronik-Unternehmen Panasonic Corporation wird gegründet.
- 1932: Die Junkers Ju 52/3m (Spitzname: „Tante Ju“) absolviert ihren Erstflug.
- 1970: In der japanischen Stadt Kamakura verkehrt erstmals die Hängebahn Shōnan Monorail.
- 1996: Die schweizerischen Pharmakonzerne Ciba-Geigy und Sandoz geben ihre Fusion bekannt. Der Zusammenschluss zur heutigen Novartis stellt den bis dahin größten Zusammenschluss zweier Unternehmen in der Geschichte der pharmazeutischen Industrie dar.
- 1999: In Teheran wird die erste U-Bahn-Linie durch Staatspräsident Mohammad Chātami eröffnet.

### Wissenschaft und Technik
- 1863: In Wien erfolgt die Gründung des k.k. Österreichischen Museums für Kunst und Industrie, der zukünftigen Universität für angewandte Kunst Wien.
- 1887: In Raleigh (North Carolina), North Carolina wird die North Carolina State University gegründet.

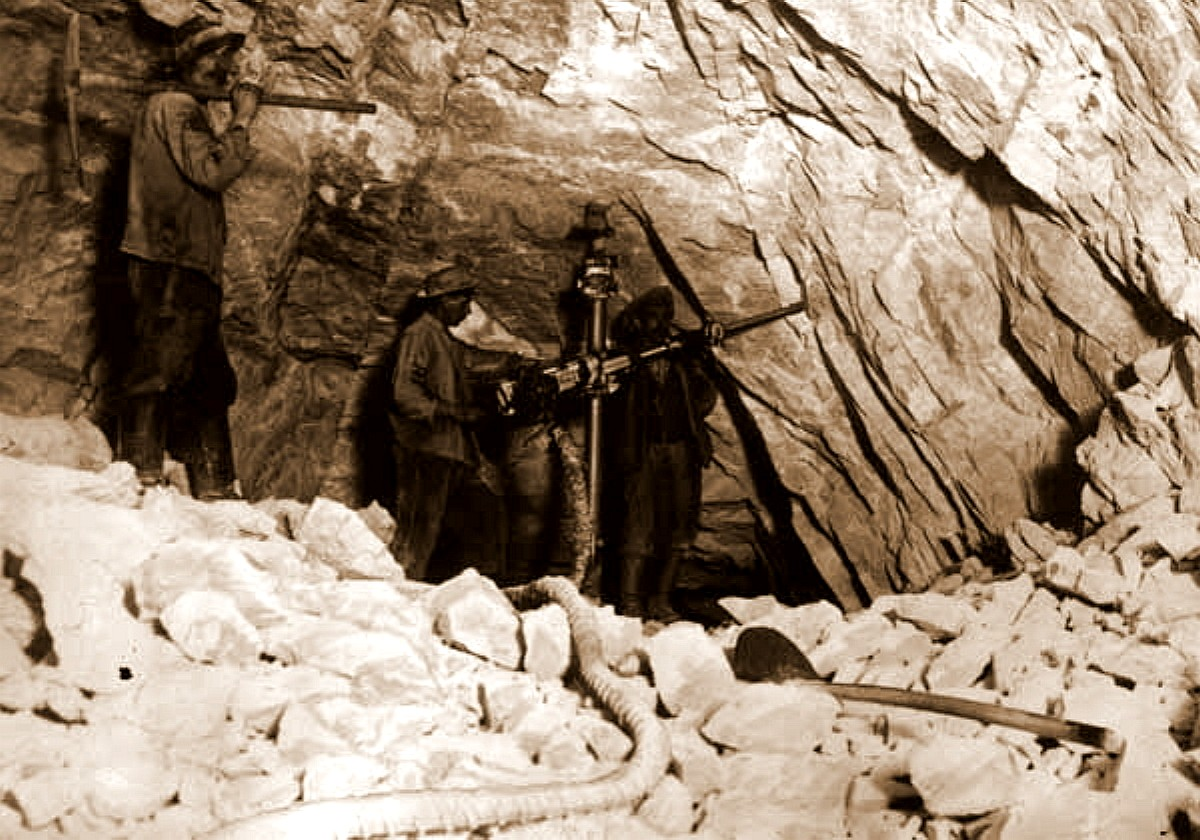
1907: Lötschbergtunnel

- 1907: Bei den Bauarbeiten zum Schweizer Lötschbergtunnel werden erstmals druckluftbetriebene Bohrhämmer eingesetzt.
- 1912: Roald Amundsen gibt die Entdeckung des Südpols am 14. Dezember des Vorjahres bekannt.
- 1969: Am fünften Tag der Apollo 9-Mission koppeln die Astronauten Rusty Schweickart und James McDivitt die Mondlandefähre von der Apollo-Kommandokapsel los und führen einen Testflug durch. Sechs Stunden später gelingt das Wiederandockmanöver problemlos.
- 1973: Der tschechoslowakische Astronom Luboš Kohoutek entdeckt den Kometen C/1973 E1 und löst damit eine weltweite Kometenbegeisterung aus.

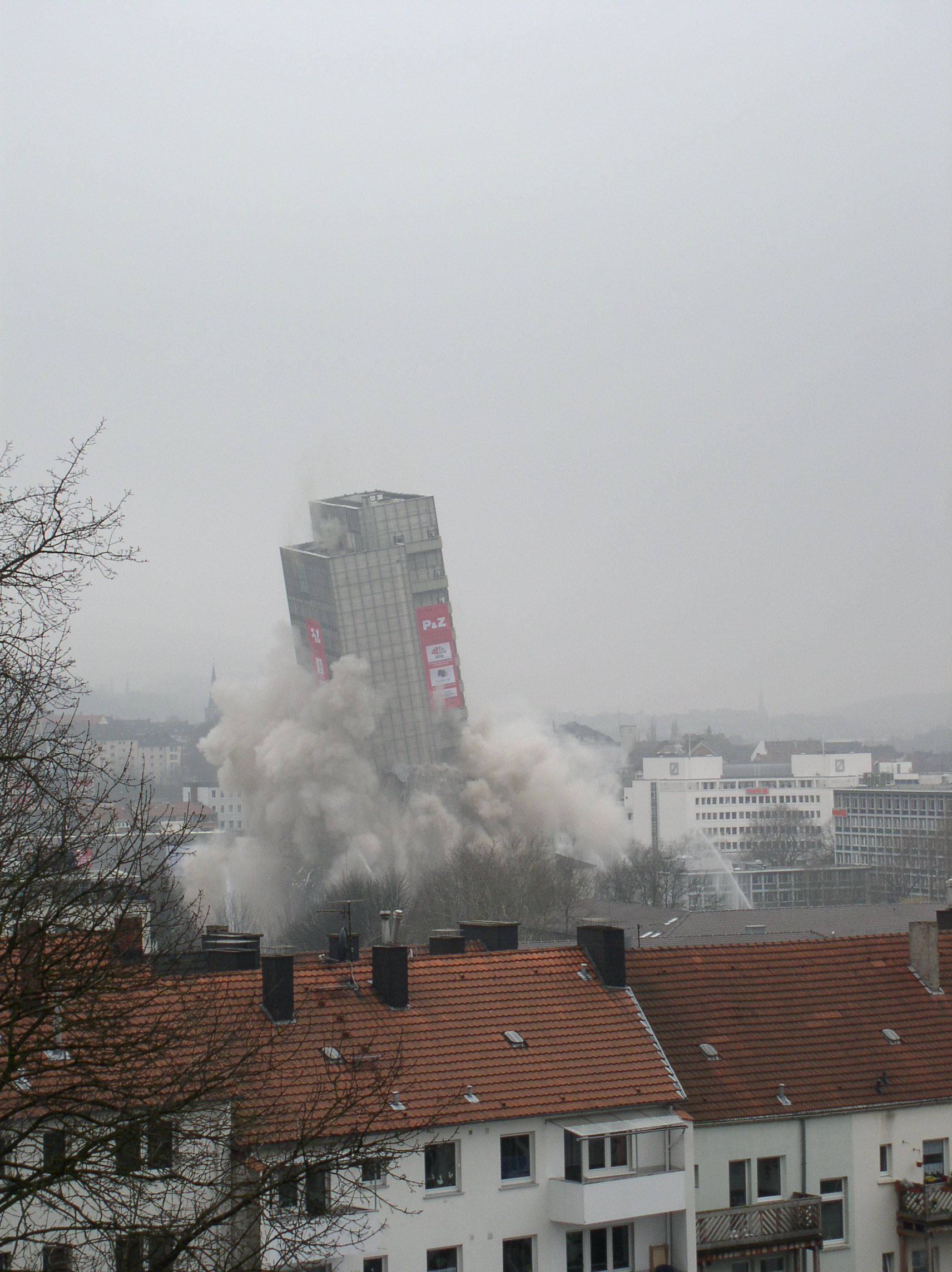
2004: Sprengung des Langen Oskars

- 2004: Der „lange Oskar“, ein Bürohochhaus der Sparkasse in Hagen wird gesprengt. Es handelt sich hierbei um das bis dahin größte Bauwerk seiner Art, das in Europa gesprengt wurde.
- 2009: Von der Cape Canaveral Air Force Station aus transportiert eine Delta II-Trägerrakete das NASA-Weltraumteleskop Kepler in eine Erdumlaufbahn. Es soll extrasolare Planeten aufspüren.

### Kultur
- 1824: Die Oper Il crociato in Egitto von Giacomo Meyerbeer hat ihre Uraufführung im Teatro La Fenice in Venedig.
- 1831: Die einaktige Opéra-comique Le Morceau d’ensemble von Adolphe Adam wird an der Opéra-Comique in Paris uraufgeführt.
- 1914: Dubliners, ein Zyklus aus 15 Kurzgeschichten von James Joyce, erscheint.
- 1965: Die Rundfunksendung Sonntagsrätsel mit Hans Rosenthal hat auf RIAS 1 Premiere. Ursprünglich ist die Sendung nur für kurze Zeit geplant, um mit Hilfe eines Gewinnspiels die Anzahl der RIAS-Hörer in der DDR festzustellen.
- 1971: Der WDR strahlt die erste Folge der Lach- und Sachgeschichten für Fernsehanfänger aus, die ab Januar 1972 den Titel Die Sendung mit der Maus tragen werden.
- 1988: Die Band Depeche Mode gibt in der Werner-Seelenbinder-Halle in Berlin ihr einziges Konzert in der DDR.

### Gesellschaft
- 1980: Nach Streitigkeiten innerhalb der Organisation Ärzte ohne Grenzen gründet der französische Arzt und Politiker Bernard Kouchner gemeinsam mit 14 anderen Personen die internationale Hilfsorganisation Médecins du Monde (Ärzte der Welt).

### Religion
- 1277: In Paris verurteilt Bischof Étienne Tempier nach den ersten Pariser Verurteilungen von 1270 weitere 219 Thesen des vor allem von Siger von Brabant vertretenen als Averroismus bekannten radikalen Aristotelismus.
- 1853: Eine päpstliche Allokution über die Einrichtung von fünf Bistümern in den Niederlanden löst bei der mehrheitlich protestantischen Bevölkerung Entrüstung aus, die in der Folge den Regierungschef Johan Rudolf Thorbecke zum Rücktritt bewegt.

### Katastrophen
- 1927: Ein Erdbeben der Stärke 7,6 in der japanischen Provinz Tango fordert mehr als 3.000 Todesopfer.
- 1980: Der Öltanker Tanio bricht in einem Sturm vor der Küste der Bretagne in zwei Teile auseinander. Der entstehende Ölteppich erreicht zwei Tage danach die Küste, wo die Verschmutzung durch Schweröl erst später bekämpft werden kann.
- 2004: Rund 120 Menschen sterben beim Untergang der Fähre Samson zwischen den Komoren und Madagaskar während des Zyklons Gafilo.

Kleinere Unglücksfälle sind in den Unterartikeln von Katastrophe und in der Liste von Katastrophen aufgeführt.

### Sport
- 1897: Aus der Umbenennung der seit 1889 existierenden Rudervereinigung Hammarby Roddförening geht der Stockholmer Sportverein Hammarby IF hervor.
- 1976: Der österreichische Skispringer Toni Innauer springt mit 176 Metern Weltrekord in Oberstdorf.
- 2002: US-Präsident George W. Bush eröffnet in Salt Lake City die Winter-Paralympics, die bis zum 16. März dauern werden.

Einträge von Leichtathletik-Weltrekorden befinden sich unter der jeweiligen Disziplin unter Leichtathletik.

## Geboren

### Vor dem 18. Jahrhundert
- 0189: Geta, römischer Kaiser
- 1145: Baha ad-Din ibn Schaddad, arabischer Jurist, Gelehrter und Kreuzzugshistoriker

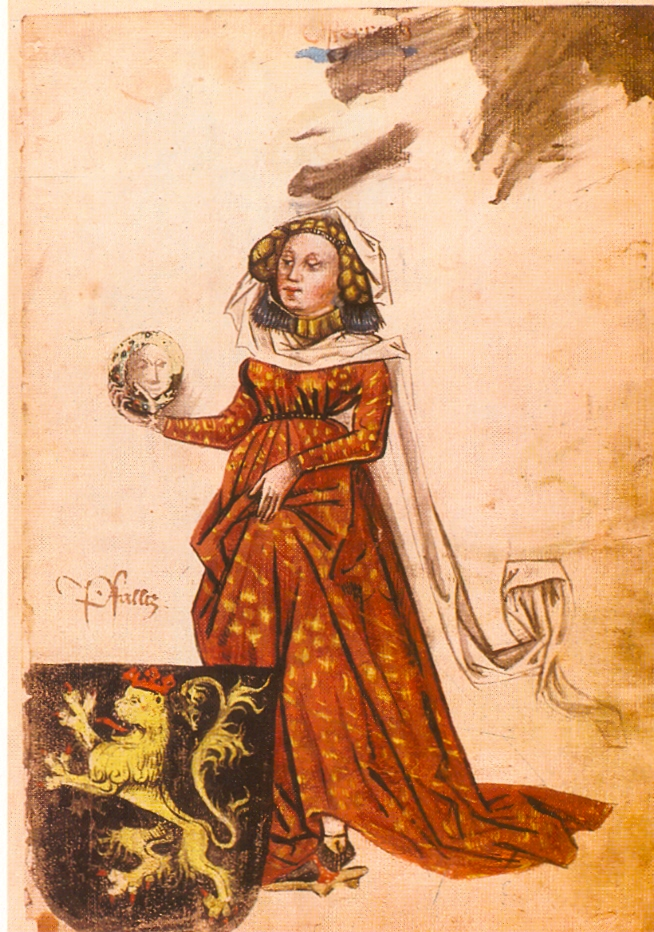
Mechthild von der Pfalz (* 1419)

- 1419: Mechthild von der Pfalz, kurpfälzische Prinzessin, durch Ehe Gräfin von Württemberg und Erzherzogin von Österreich
- 1437: Anna, Kurfürstin von Brandenburg
- 1481: Baldassare Peruzzi, italienischer Architekt und Maler
- 1490: Benedikt Pauli, deutscher Rechtswissenschaftler
- 1507: Magdalene von Sachsen, Prinzessin von Sachsen und Kurprinzessin von Brandenburg
- 1543: Johann Kasimir, Pfalzgraf und Administrator der Kurpfalz
- 1551: Wilhelm Friedrich Lutz, lutherischer Theologe und früher Kritiker der Hexenprozesse
- 1558: Johann VII., Herzog zu Mecklenburg-Schwerin
- 1574: John Wilbye, englischer Renaissance-Komponist
- 1582: Kaspar Ernst von Knoch, deutscher fürstlicher Beamter, Mitglied der Fruchtbringenden Gesellschaft
- 1601: Johann Michael Moscherosch, deutscher Staatsmann, Satiriker und Pädagoge
- 1639: Charles Stewart, 6. Duke of Lennox, schottischer Adeliger
- 1663: Andreas von Fürstenberg, deutsch-baltischer Offizier, Landrat von Schwedisch-Vorpommern und Kurator der Universität Greifswald
- 1663: Tomaso Antonio Vitali, italienischer Violinist und Komponist
- 1669: Aloys Thomas Raimund von Harrach, österreichischer Staatsmann und Diplomat
- 1669: Isaak Steiger, Schultheiss von Bern
- 1671: Robert Roy MacGregor, bekannt als Rob Roy, schottischer Volksheld und Geächteter
- 1671: Franz Conrad Romanus, Bürgermeister von Leipzig und Gefangener auf der Festung Königstein
- 1678: Filippo Juvarra, italienischer Architekt, Bühnenbildner und Kupferstecher

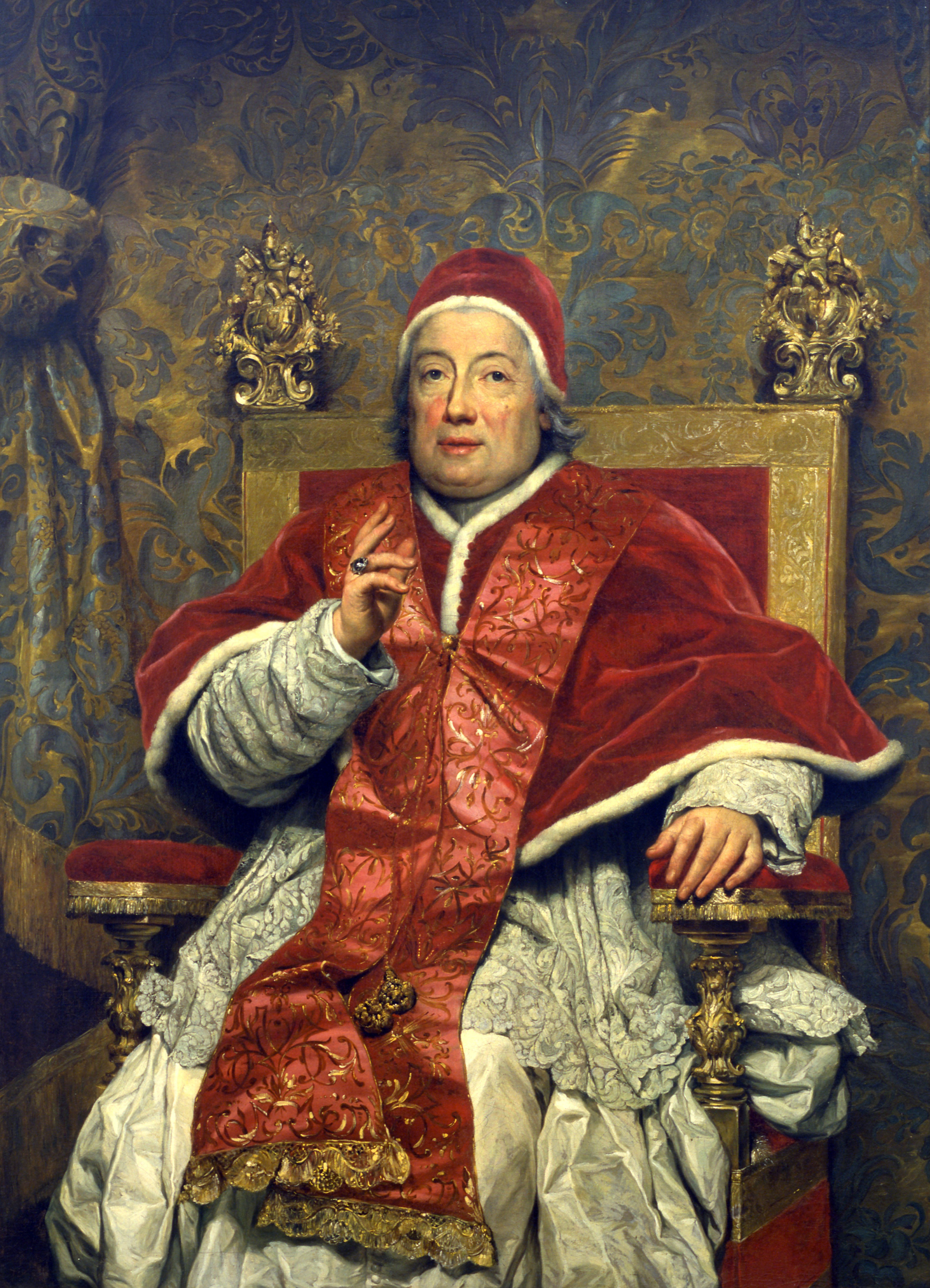
Clemens XIII. (* 1693)

- 1693: Clemens XIII., Papst

### 18. Jahrhundert
- 1706: Johann Leonhard Dober, deutscher Bischof, Missionar der Herrnhuter Brüdergemeine
- 1707: Stephen Hopkins, Gouverneur der Colony of Rhode Island and Providence Plantations
- 1709: Christian Ernst Friederici, deutscher Orgel- und Klavierbauer
- 1715: Ewald Christian von Kleist, deutscher Dichter und preußischer Offizier
- 1724: Joseph Benda, böhmisch-deutscher Musiker
- 1725: Simon Grynaeus, Schweizer evangelischer Geistlicher und Übersetzer
- 1727: André Morellet, französischer Ökonom und Schriftsteller
- 1728: Isaak Iselin, Schweizer Geschichtsphilosoph
- 1730: Louis Auguste Le Tonnelier de Breteuil, französischer Diplomat
- 1731: Jean-Louis Laruette, französischer Komponist und Sänger
- 1733: Richard Law, US-amerikanischer Jurist und Politiker
- 1737: William Heath, US-amerikanischer Landwirt und Politiker, General der Kontinentalarmee
- 1738: Silas Condict, US-amerikanischer Politiker
- 1746: André Michaux, französischer Botaniker und Forschungsreisender
- 1752: Carl Friedrich Cramer, deutscher Theologe, Buchhändler, Übersetzer, Journalist und Musikschriftsteller
- 1757: Johann Friedrich Lempe, deutscher Professor der Mathematik an der Bergakademie Freiberg

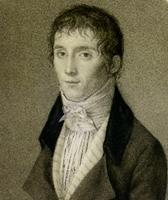
Joseph Nicéphore Nièpce (* 1765)

- 1765: Joseph Nicéphore Niépce, französischer Erfinder der Heliografie, der weltweit ersten fotografischen Technik
- 1770: Gabriel Jean Joseph Molitor, französischer General, Marschall und Pair von Frankreich
- 1778: Heinrich Theodor Wehle, deutsch-sorbischer Landschaftsmaler, Radierer und Zeichner
- 1781: Karl Wilhelm Kolbe der Jüngere, deutscher Maler
- 1782: Franz Sartori, österreichischer Arzt und Schriftsteller
- 1785: Alessandro Manzoni, italienischer Schriftsteller
- 1789: Jean Vidal, französischer Violinist und Dirigent
- 1790: Vincenz August Wagner, österreichischer Jurist und Hochschullehrer
- 1792: John Herschel, britischer Astronom
- 1793: Josef Axmann, österreichischer Kupferstecher
- 1795: Ernst Ludwig von Gerlach, deutscher Publizist und Politiker
- 1795: Johann Georg Ramsauer, österreichischer Bergwerksbeamter und Prähistoriker
- 1799: František Ladislav Čelakovský, tschechischer Dichter, Journalist, Übersetzer
- 1799: Ferdinand Meyer, Schweizer Politiker und Historiker

### 19. Jahrhundert

#### 1801–1850
- 1802: Ludwig Halirsch, österreichischer Beamter und Dichter
- 1804: Wilhelm Gail, deutscher Architekturmaler
- 1805: Franz Theodor Wangenheim, deutscher Schriftsteller
- 1807: Adolph Methfessel, deutscher Komponist
- 1807: Franz Graf von Pocci, deutscher Zeichner, Radierer, Schriftsteller und Musiker

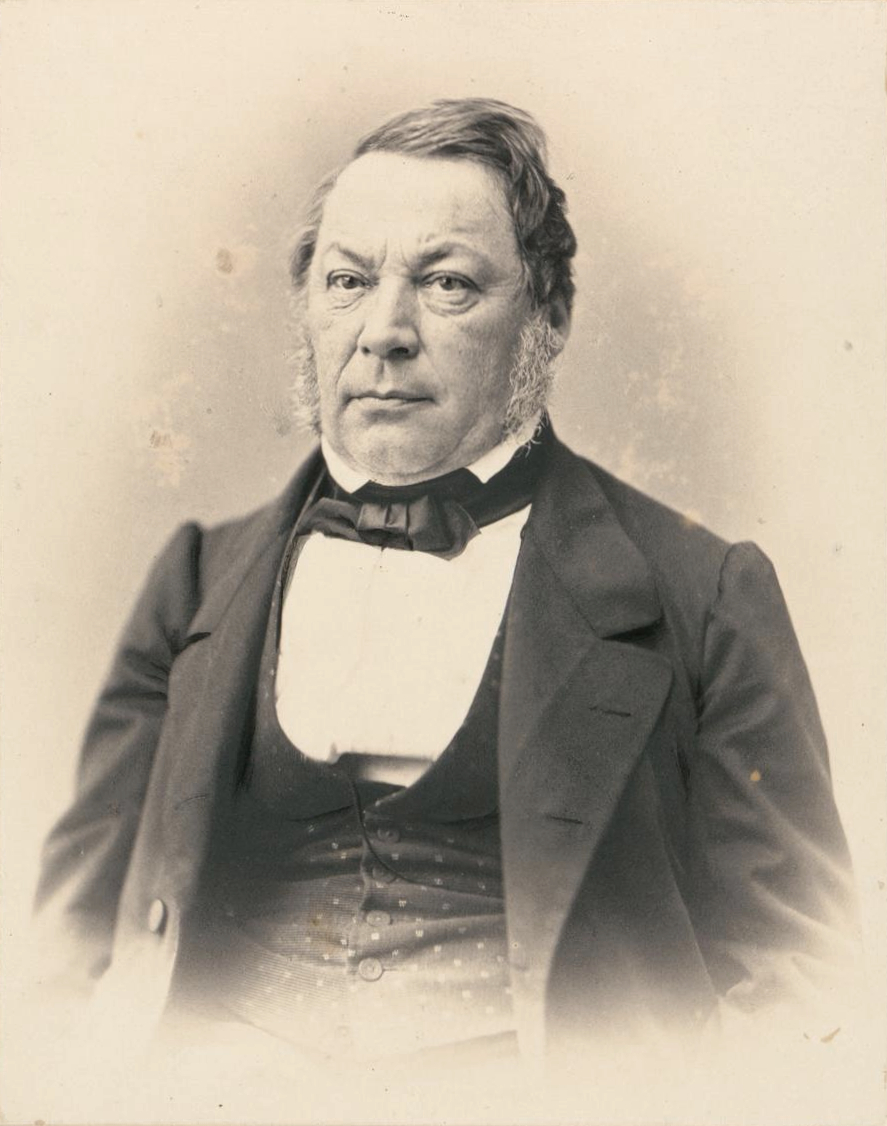
Johann Caspar Bluntschli (* 1808)

- 1808: Johann Caspar Bluntschli, Schweizer Rechtswissenschaftler und Politiker
- 1808: Gustav Zimmermann, deutscher Politiker und Publizist
- 1809: Wladimir Iwanowitsch Istomin, russischer Marineoffizier
- 1811: Ernst Friedrich Adickes, deutscher Politiker
- 1811: Giuseppe Ferrari, italienischer Historiker, Philosoph und Politiker
- 1812ː Elise von Hohenhausen, deutsche Salonière und Schriftstellerin
- 1814: David Morgenstern, bayerischer Industrieller, MdL
- 1817: Jean-Pierre-Alexandre Antigna, französischer Maler
- 1818: Julian Schmidt, deutscher Literaturhistoriker
- 1819: Charles Émile Blanchard, französischer Zoologe und Entomologe
- 1822: Adolf Foglár, österreichischer Jurist und Schriftsteller
- 1822: Victor Massé, französischer Komponist
- 1822: Louis Ulbach, französischer Schriftsteller und Journalist
- 1824: Otto von Heinemann, deutscher Bibliothekar und Historiker
- 1827: Wilhelm Engelhardt, preußischer Jurist und Militärbeamter
- 1829: Eduard Vogel, deutscher Afrikaforscher
- 1833: Theodor Christlieb, deutscher Theologe
- 1834: Matthias Büssem, deutscher Geistlicher
- 1837: Henry Draper, US-amerikanischer Physiologe und Astronom
- 1838: Carlos Otto, deutscher Chemiker und Unternehmer
- 1844: Wilhelm Gurlitt, deutscher Archäologe
- 1844: Josef Schoyerer, deutscher Landschaftsmaler
- 1846: Karl Verner, dänischer Sprachwissenschaftler
- 1849: Luther Burbank, US-amerikanischer Botaniker und Pflanzenzüchter
- 1850: Georg Ledebour, deutscher Journalist und Politiker, MdR

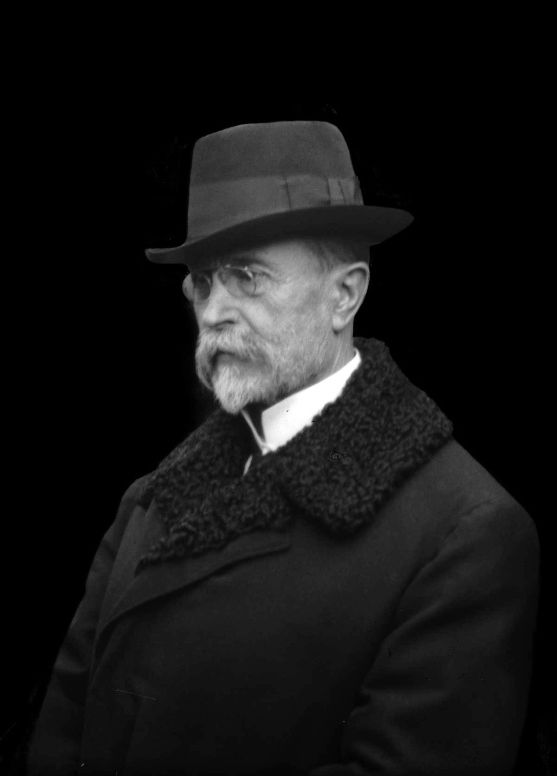
Tomáš Garrigue Masaryk (* 1850)

- 1850: Tomáš Garrigue Masaryk, tschechischer Philosoph, Schriftsteller und Politiker, Mitbegründer und erster Staatspräsident der Tschechoslowakei
- 1850: Ernestine Wegner, deutsche Theaterschauspielerin und Sängerin

#### 1851–1900
- 1853: Paul Wittig, deutscher Architekt und Bauingenieur, Direktor und Vorstandsvorsitzender der Berliner Hochbahngesellschaft
- 1854: Oskar Arke, deutscher Pionier der elektrotechnischen Porzellanindustrie
- 1855: Karl von den Steinen, deutscher Mediziner, Ethnologe und Schriftsteller
- 1856: Engelbert Arnold, schweizerischer Elektroingenieur

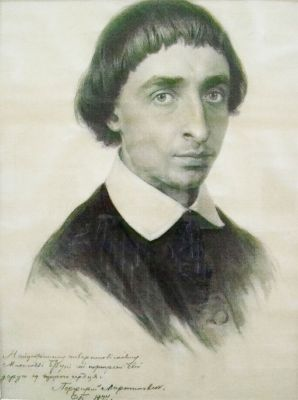
Porfyrij Martynowytsch (* 1856)

- 1856: Porfyrij Martynowytsch, ukrainischer Maler, Grafiker und Ethnograph
- 1857: Julius Wagner-Jauregg, österreichischer Psychiater, Nobelpreisträger
- 1858: Cecilie Thoresen, norwegische Frauenrechtlerin
- 1860: Richard Zorn, deutscher Pomologe
- 1862: René Bohn, deutscher Chemiker
- 1862: Theodor Kipp, deutscher Rechtswissenschaftler
- 1862: Josef Strzygowski, österreichischer Kunsthistoriker
- 1864: Wilhelm Arent, deutscher Dichter und Mäzen
- 1866: Paul Ernst, deutscher Schriftsteller
- 1868: Giovanni Giacometti, Schweizer Maler und Grafiker (Post-Impressionismus)
- 1869: Henri Béconnais, französischer Autorennfahrer
- 1869: Ernst Julius Cohen, niederländischer Chemiker
- 1870: Ernst Leonard Lindelöf, finnischer Mathematiker
- 1872: Carl August Brückner, deutscher Begründer des Reformiert-Apostolischen Gemeindebundes

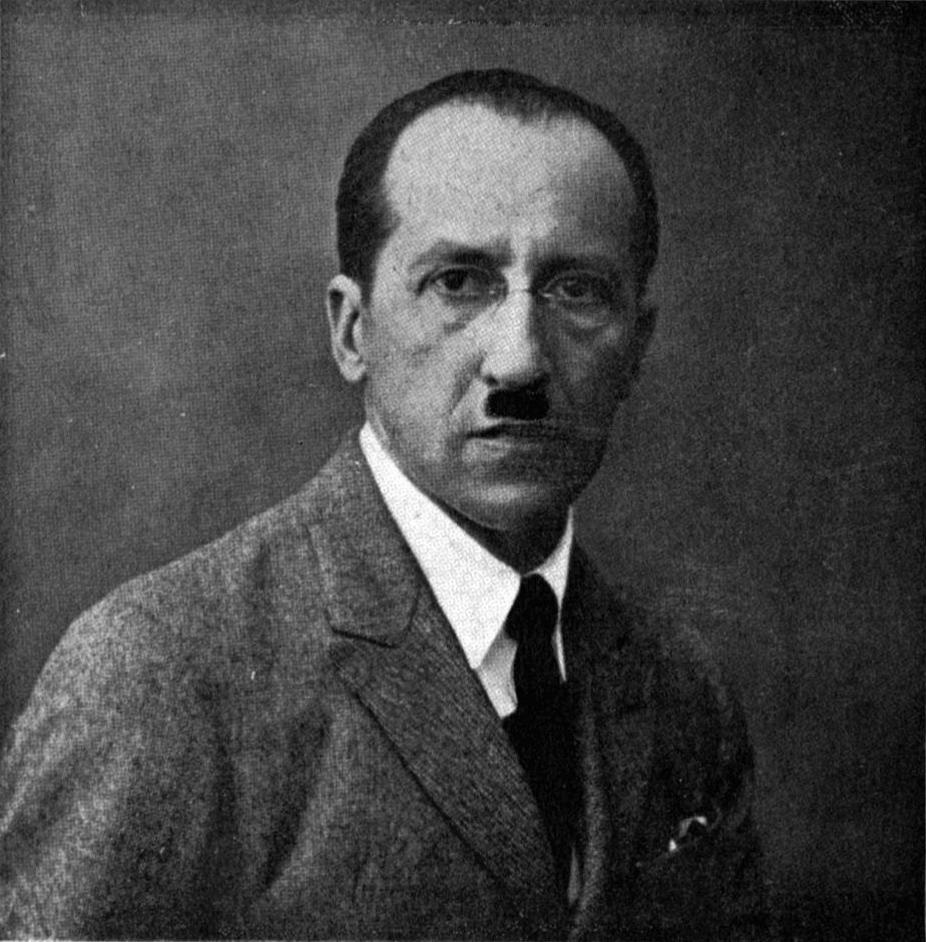
Piet Mondrian (* 1872)

- 1872: Piet Mondrian, niederländischer Maler
- 1872: Giuseppe Pometta, Schweizer Lehrer und Historiker
- 1872: Wassili Andrejewitsch Solotarjow, russischer Komponist
- 1874: Luigi Lavitrano, italienischer Geistlicher, Bischof von Cava, Erzbischof von Palermo, Kurienkardinal
- 1875: Maurice Ravel, französischer Komponist, Hauptvertreter des Impressionismus in der Musik
- 1877: Charles O. Andrews, US-amerikanischer Politiker, Senator
- 1878: Boris Michailowitsch Kustodijew, russischer bzw. sowjetischer Maler
- 1883: Année Rinzes de Jong, niederländischer Pfarrer und Anarchist
- 1885: Walerian Bierdiajew, polnischer Komponist, Dirigent und Musikpädagoge
- 1885: Stith Thompson, US-amerikanischer Volkskundler
- 1886: Bastiampillai Anthonipillai, sri-lankischer Ordensgeistlicher
- 1886: Geoffrey Ingram Taylor, britischer Physiker
- 1886: René Thomas, französischer Rennfahrer und Flugpionier
- 1887: Heino Eller, estnischer Komponist
- 1888: Alidius Warmoldus Lambertus Tjarda van Starkenborgh Stachouwer, Generalgouverneur von Niederländisch-Ostindien
- 1889: Georg Baron Manteuffel-Szoege, deutscher Politiker, MdB, Präsident des Bundes der Vertriebenen
- 1889: Heinrich Studer, Schweizer Verleger
- 1891: Gildardo Magaña, mexikanischer Autor, Politiker, Revolutionär und Anarchosyndikalist
- 1891: Janko Ravnik, slowenischer Komponist, Musikpädagoge und Regisseur
- 1893: Siegfried Rädel, deutscher Politiker, MdR, Widerstandskämpfer gegen den Nationalsozialismus
- 1893: Edwin Grienauer, österreichischer Bildhauer
- 1893: Lorena Hickok, US-amerikanische Journalistin
- 1893: Friedrich Märker, deutscher Schriftsteller und Publizist
- 1895: Juan José Castro, argentinischer Komponist
- 1895: Hugo Tetrode, niederländischer Naturwissenschaftler
- 1898: Jack Arbour, kanadischer Eishockeyspieler und -trainer
- 1898: Daniel Buscarlet, Schweizer evangelischer Geistlicher
- 1899: Werner Hochbaum, deutscher Filmregisseur
- 1900: Herbert Blumer, US-amerikanischer Soziologe
- 1900: Giuseppe Capogrossi, italienischer Maler
- 1900: Fritz London, deutsch-US-amerikanischer Physiker

### 20. Jahrhundert

#### 1901–1925
- 1901: Louis Mercier, US-amerikanischer Schauspieler französisch-algerischer Abstammung
- 1902: Heinz Rühmann, deutscher Schauspieler
- 1903: Georg Kießling, deutscher Fußballspieler
- 1903: Erwin Stein, deutscher Jurist und Politiker, MdL, Landesminister, Richter am Bundesgerichtshof und -verfassungsgericht
- 1904: Jean Arnolds, belgischer Geistlicher

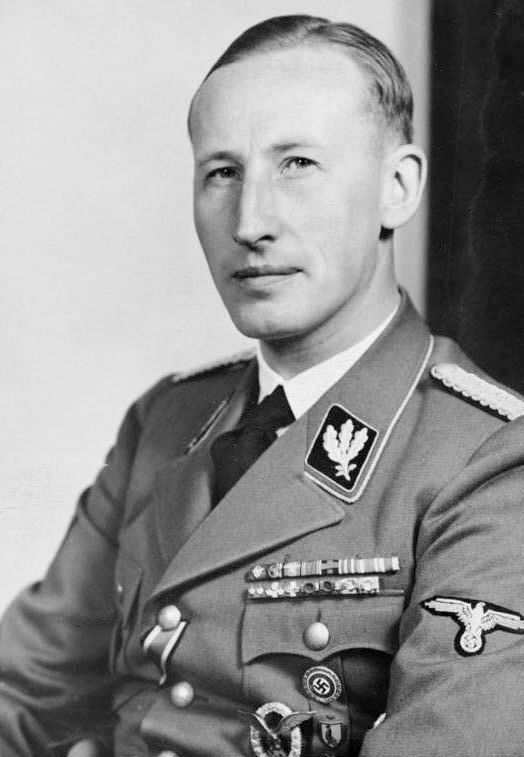
Reinhard Heydrich (* 1904)

Anna Magnani (* 1908)

- 1904: Reinhard Heydrich, deutscher General der SS und der Polizei, Leiter des RSHA, Hauptorganisator des Holocausts, Kriegsverbrecher
- 1905: Abraham Ángel, mexikanischer Künstler
- 1906: Alejandro García Caturla, kubanischer Komponist
- 1907: Manuel del Cabral, dominikanischer Schriftsteller
- 1907: Ludwig Gebhard, deutscher Kirchenmusiker, Komponist und Musikpädagoge
- 1907ː Irmgard Kotte-Weidauer, deutsche Glasgestalterin
- 1908: Anna Magnani, italienische Schauspielerin
- 1909: André Abegglen, Schweizer Fußballspieler
- 1909: Dorothy Champney, britische Autorennfahrerin
- 1909: Léo Malet, französischer Krimischriftsteller und Dichter
- 1911: Nikolai Konstantinowitsch Baibakow, sowjetischer Politiker
- 1911: Stefan Kisielewski, polnischer Komponist und Schriftsteller
- 1912: Willy Schröder, deutscher Leichtathlet
- 1913: Harry Andersson, schwedischer Fußballspieler
- 1914: Ferdinand Käs, österreichischer Soldat und Beamter, Widerstandskämpfer gegen den Nationalsozialismus
- 1915: Jacques Chaban-Delmas, französischer Politiker, Präsident der Nationalversammlung, Premierminister
- 1915: Rudolf Thaut, deutscher Baptistenpastor, Präsident der Europäisch-Baptistischen Föderation
- 1915: František Wirth, tschechoslowakischer Turner
- 1916: Theodor Bergmann, deutscher Agrarwissenschaftler und Buchautor
- 1916: Simone Guillissen-Hoa, belgische Architektin
- 1917: Robert Erickson, US-amerikanischer Komponist
- 1918: Dario Ambrosini, italienischer Motorradrennfahrer
- 1918: Rolf Thiele, österreichischer Regisseur, Drehbuchautor und Filmproduzent
- 1919: Jerachmi’el Assa, israelischer Politiker
- 1919: George Neikrug, US-amerikanischer Cellist und Streicherpädagoge
- 1919: Abdul Rahman Pazhwak, afghanischer Diplomat und Präsident der UN-Generalversammlung
- 1919: Juanita Kidd Stout, US-amerikanische Juristin, erste afro-amerikanische Richterin sowie erste Frau am Obersten Gerichtshof eines Bundesstaates
- 1921: Franz Mack, deutscher Unternehmer, Mitbegründer des Europa-Parks in Rust
- 1922: Umberto Betti, italienischer Priester und Theologe, Kardinal
- 1922: Arthur P. Jacobs, US-amerikanischer Filmproduzent

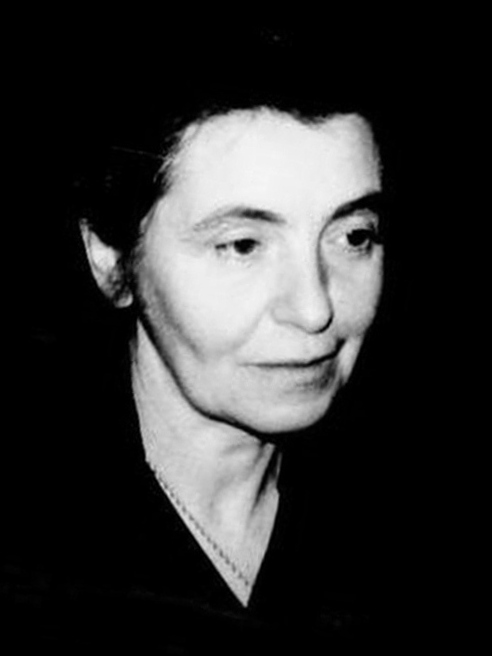
Olga Ladyschenskaja (* 1922)

- 1922: Olga Alexandrowna Ladyschenskaja, russische Mathematikerin und Physikerin
- 1922: Andy Phillip, US-amerikanischer Basketballspieler
- 1922: Elsbeth Plehn, deutsche Sängerin, Gesangspädagogin und Hochschullehrerin
- 1922: Ernst Riedelbauch, deutscher Motorradrennfahrer
- 1922: Rolf Ulrici, deutscher Schriftsteller
- 1923: Milo Dor, österreichischer Schriftsteller
- 1924: Abe Kōbō, japanischer Schriftsteller
- 1924: Eduardo Paolozzi, britischer Maler und Bildhauer
- 1924: Hans Schicker, deutscher Geigenbauer
- 1925: Josef Ertl, deutscher Politiker, MdB, Bundesminister
- 1925: Willigis Jäger, deutscher Benediktinermönch, Zenmeister, und Mystiker
- 1925: Trude Unruh, deutsche Politikerin, MdB
- 1925: Richard Vernon, britischer Schauspieler

#### 1926–1950
- 1926: George Brecht, US-amerikanischer Künstler
- 1926: Ernst Ocwirk, österreichischer Fußballspieler und -trainer
- 1927: James Broderick, US-amerikanischer Schauspieler
- 1927: Betty Leslie-Melville, US-amerikanische Naturaktivistin
- 1929: Gregor Dorfmeister, deutscher Journalist und Schriftsteller
- 1929: Irma Urteaga, argentinische Komponistin
- 1930: Stanley Miller, US-amerikanischer Biologe und Chemiker
- 1931: Mady Mesplé, französische Sopranistin
- 1931: Hans Müller, Schweizer Eiskunstläufer

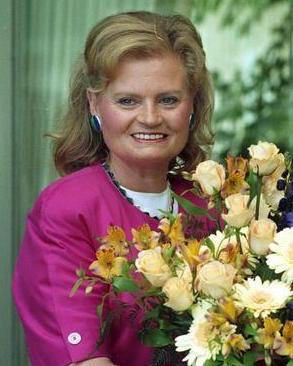
Hannelore Kohl (* 1933)

- 1933: Hannelore Kohl, Ehefrau von Bundeskanzler Helmut Kohl
- 1934: Sonja Hörbing, deutsche Schauspielerin
- 1935: Giuseppe Anfossi, italienischer Bischof von Aosta
- 1935: Renate Becker, deutsche Schauspielerin
- 1935: Josef Deutsch, deutscher Fußballspieler
- 1935: Antonios Naguib, ägyptischer Patriarch von Alexandrien
- 1936: Loren Acton, US-amerikanischer Physiker
- 1936: Bruno Müller-Oerlinghausen, deutscher Psychopharmakologe
- 1936: Georges Perec, französischer Schriftsteller
- 1936: Julio Terrazas Sandoval, bolivianischer Priester, Erzbischof von Santa Cruz de la Sierra und Kardinal
- 1937: Diethard Aschoff, deutscher Historiker und Judaist
- 1938: David Baltimore, US-amerikanischer Virologe, Nobelpreisträger
- 1938: Albert Fert, französischer Physiker und Nobelpreisträger
- 1938: Dieter Glawischnig, österreichischer Jazzmusiker
- 1938: Aristide Guarneri, italienischer Fußballspieler
- 1939: Danyel Gérard, französischer Sänger
- 1939: Panajot Pano, albanischer Fußballspieler

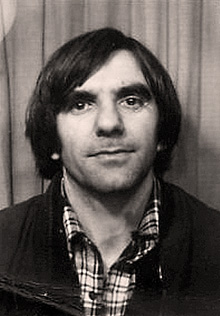
Rudi Dutschke (* 1940)

- 1940: Rudi Dutschke, deutscher Soziologe und Studentenführer
- 1940: Dagmar Laurens, deutsche Schauspielerin
- 1941: Ralph Bryans, britischer Motorradrennfahrer
- 1941: Heinz Fraas, deutscher Politiker, MdL
- 1941: Peter Schuster, österreichischer Chemiker
- 1941: Manfred Seipold, deutscher Schauspieler
- 1942: Michael Eisner, US-amerikanischer CEO der Walt Disney Company
- 1942: Bella Neri, Schweizer Schauspielerin
- 1942: Paul Preuss, US-amerikanischer Science-Fiction-Autor
- 1943: Bob Avakian, US-amerikanischer Politiker
- 1943: Nelson Oñate, kubanischer Sportschütze
- 1944: Ranulph Fiennes, britischer Forscher
- 1944: Tina Schwichtenberg, deutsche Bildhauerin
- 1944: Jürgen Theobaldy, deutscher Schriftsteller
- 1944: Townes Van Zandt, US-amerikanischer Songwriter
- 1945: Reinhold Bertlmann, österreichischer Physiker und Professor
- 1945: Eberhard Kranemann, deutscher Künstler
- 1945: Arthur Lee, US-amerikanischer Rockmusiker
- 1945: Elizabeth Moon, US-amerikanische Schriftstellerin
- 1945: Amílcar Vásques Días, portugiesischer Komponist und Pianist
- 1946: Michael Chaplin, US-amerikanischer Schauspieler
- 1946: Matthew Fisher, britischer Musiker
- 1946: Zsuzsa Koncz, ungarische Chanson-, Pop- und Schlagersängerin
- 1947: Wolfgang Grotthaus, deutscher Politiker, MdB

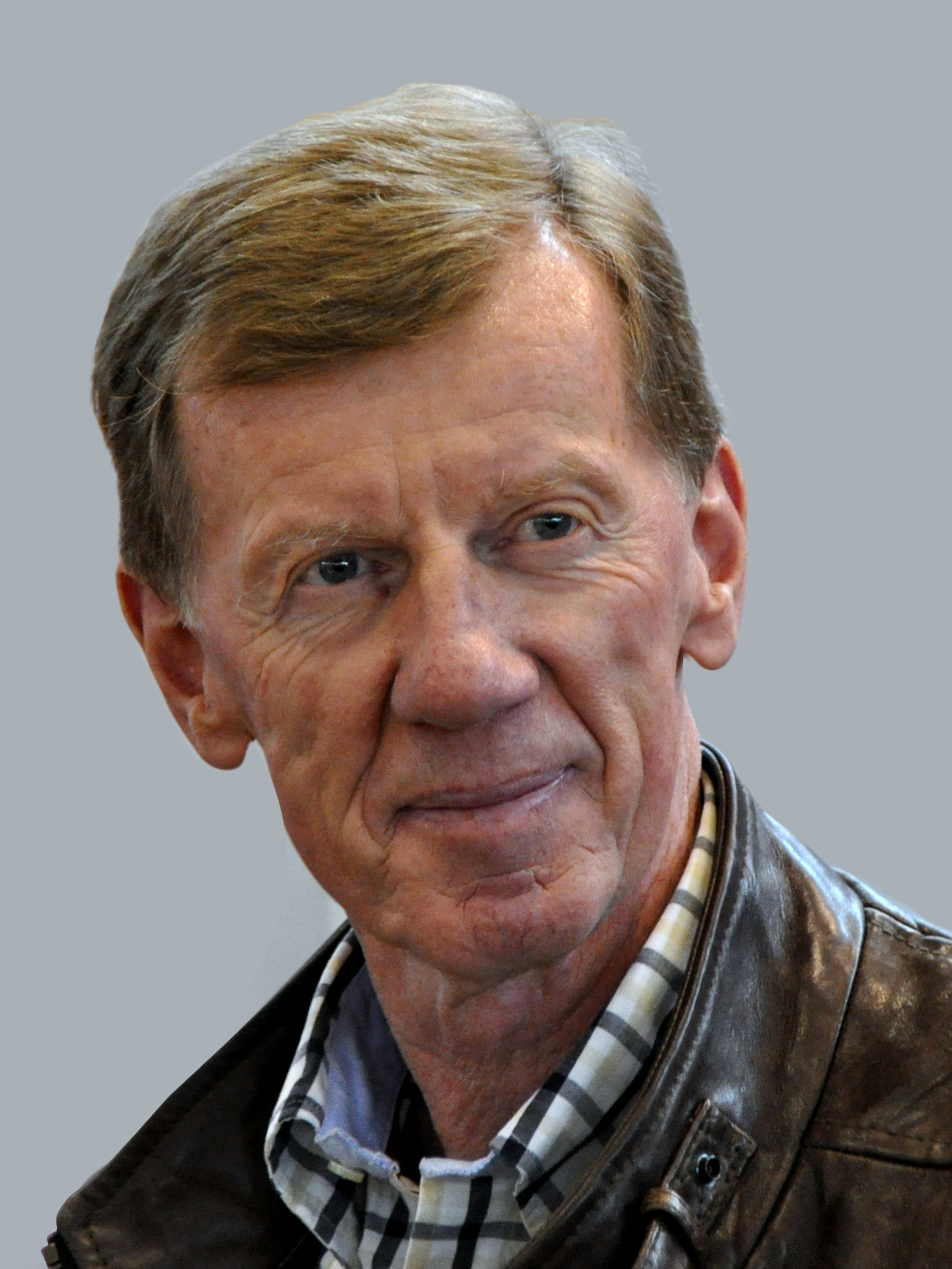
Walter Röhrl (* 1947)

- 1947: Walter Röhrl, deutscher Rennfahrer
- 1947: Rubén Suñé, argentinischer Fußballspieler
- 1947: Ed Swillms, deutscher Komponist und Rockmusiker
- 1948: Montserrat Figueras, spanische Sopranistin
- 1948: Hans-Werner Sinn, deutscher Wirtschaftswissenschaftler
- 1948: Schamil Anwjarowitsch Tarpischtschew, sowjetisch-russischer Tennisspieler und Sportfunktionär
- 1949: Wolfgang Reitzle, deutscher Wirtschaftsingenieur, Manager bei (BMW, Ford, Linde)
- 1949: Ross Webley, kanadischer Eishockeyspieler
- 1950: Iris Chacón, puerto-ricanische Tänzerin, Sängerin und Entertainerin
- 1950: Billy Joe DuPree, US-amerikanischer American-Football-Spieler
- 1950: Ágnes Hankiss, ungarische Politikerin
- 1950: Reinhard Kaiser, deutscher Schriftsteller und Übersetzer
- 1950: Paul Krüger, deutscher Politiker, MdB und Bundesminister

#### 1951–1975
- 1951: Eduard Rapp, sowjetisch-deutscher Bahnradsportler
- 1951: Nenad Stekić, jugoslawischer Weitspringer
- 1952: Stelian Anghel, rumänischer Fußballspieler und Sportfunktionär
- 1952: William Boyd, britischer Schriftsteller, Drehbuchautor und Regisseur

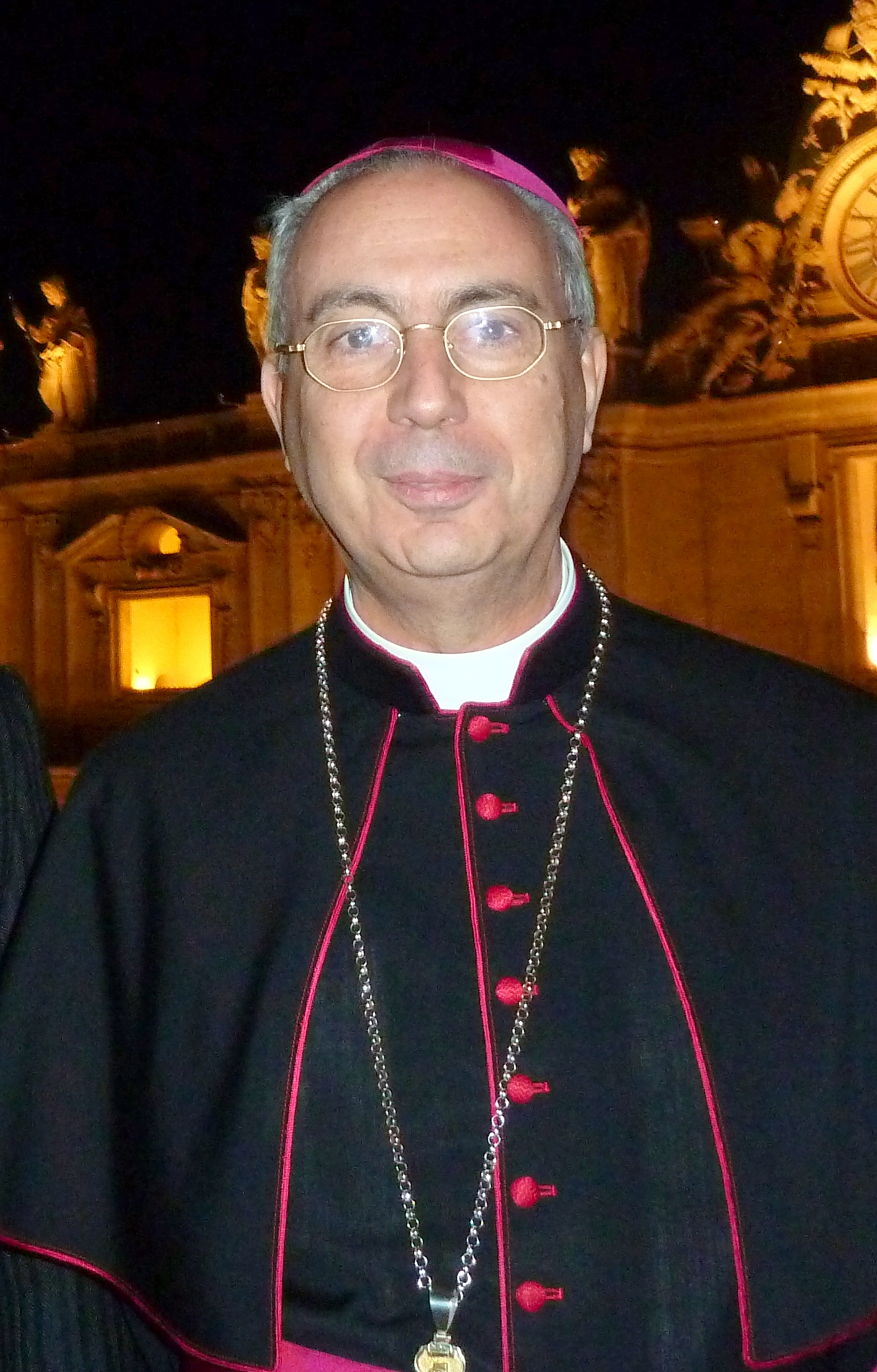
Dominique Mamberti (* 1952)

- 1952: Dominique Mamberti, französischer Priester, vatikanischer Diplomat, Kurienerzbischof
- 1952: Wolf Rauch, österreichischer Informationswissenschaftler
- 1953: Guy Abrahams, panamaischer Sprinter
- 1953: Kenny Aronoff, US-amerikanischer Schlagzeuger
- 1953: Siw Inger, schwedische Sängerin
- 1955: al-Walid ibn Talal, saudi-arabischer Unternehmer
- 1955: Michael Chance, britischer Countertenor
- 1955: Florian Langenscheidt, deutscher Verleger, Buchautor und Venturecapital Geber
- 1956: Bryan Cranston, US-amerikanischer Schauspieler
- 1956: Daniel Dorff, US-amerikanischer Komponist
- 1956: Christian Feichtinger, österreichischer Bühnenbildner, Maler, Karikaturist und Cartoonist
- 1956: Carol Guzy, US-amerikanische Pressefotografin
- 1957: Maurizio Arrivabene, italienischer Manager und Motorsportfunktionär

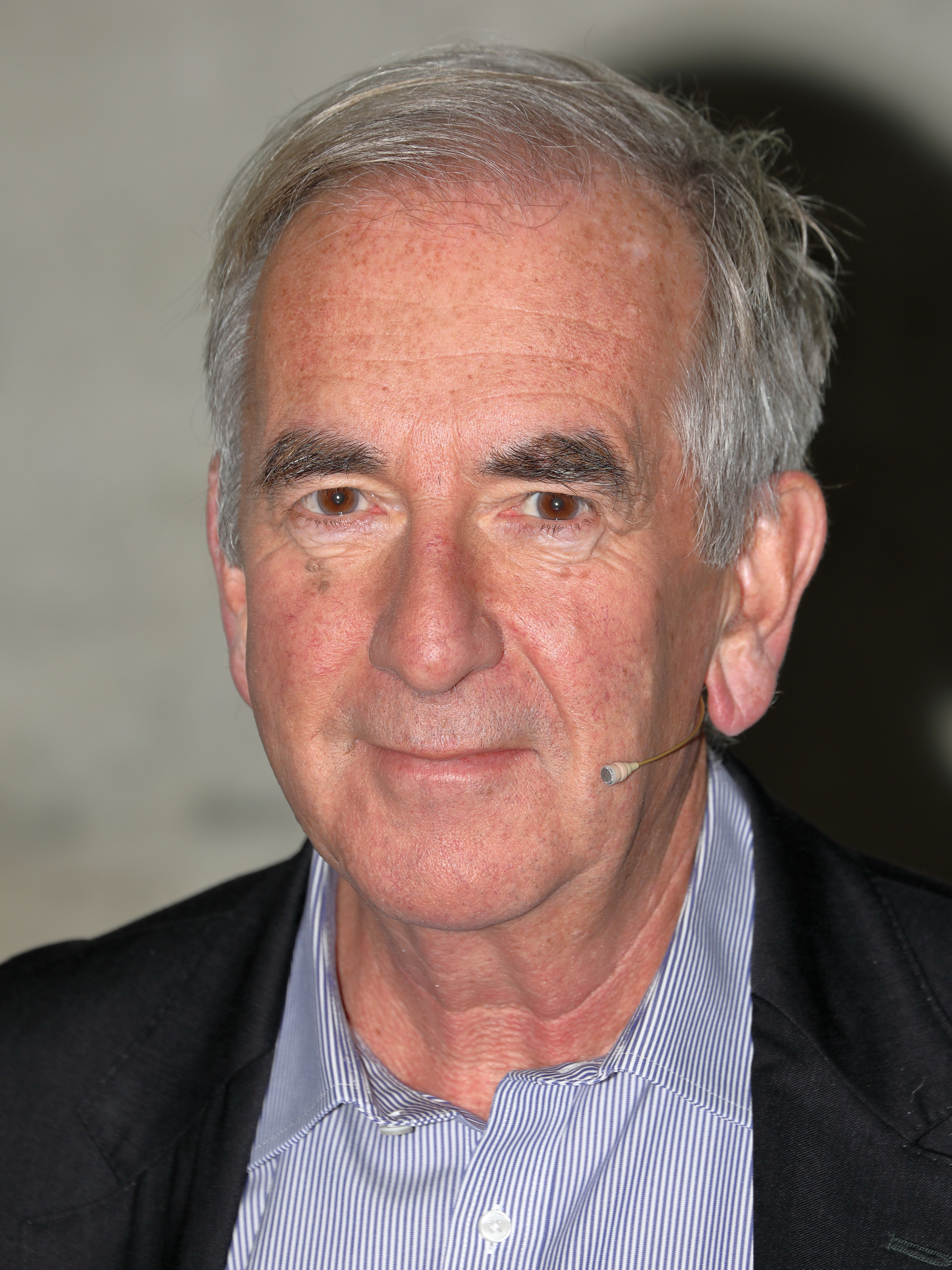
Robert Harris (* 1957)

- 1957: Robert Harris, britischer Journalist, Sachbuchautor und Schriftsteller
- 1958: Stefan Born, deutscher Fußballspieler
- 1958: Burkhard Jung, deutscher Kommunalpolitiker, Oberbürgermeister von Leipzig
- 1958: Franziska Teuscher, Schweizer Politikerin
- 1959: Donna Murphy, US-amerikanische Schauspielerin
- 1959: Maëster, französischer Comiczeichner und Szenarist
- 1960: Ivan Lendl, tschechoslowakisch-US-amerikanischer Tennisspieler
- 1960: Kazuo Ozaki, japanischer Fußballspieler
- 1960: Götz Schweighöfer, deutscher Schauspieler
- 1960: Siegfried Wentz, deutscher Leichtathlet, Olympiamedaillengewinner
- 1961: Gabriele Andretta, deutsche Politikerin, MdL
- 1961: Nicolas Dupont-Aignan, französischer Politiker, Mitglied der Nationalversammlung
- 1961: Danny Tenaglia, US-amerikanischer DJ und Musikproduzent
- 1962: Améleté Abalo, togoischer Fußballspieler und -trainer
- 1962: Anna Burns, nordirische Schriftstellerin

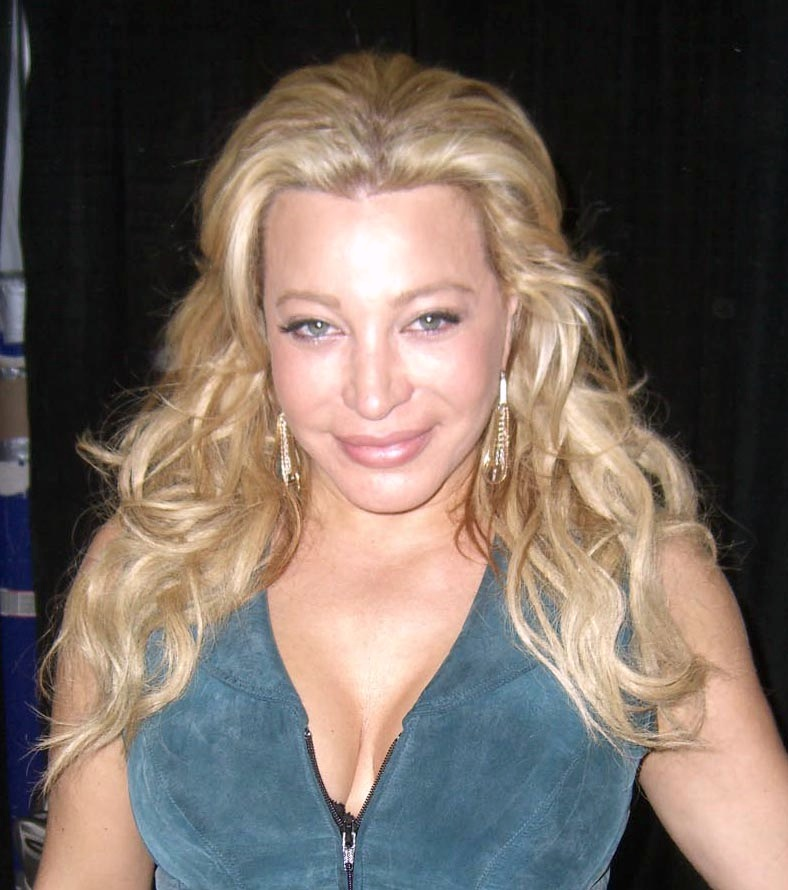
Taylor Dayne (* 1962)

- 1962: Taylor Dayne, US-amerikanische Sängerin
- 1962: Klaus Trabitsch, österreichischer Gitarrist und Sänger
- 1963: David Dimitri, Schweizer Seiltänzer
- 1963: Urs Leuthard, Schweizer Journalist und Fernsehmoderator
- 1963: Susanne Schäfer, deutsche Schauspielerin
- 1964: Bret Easton Ellis, US-amerikanischer Buchautor
- 1964: Alberto Fuguet, chilenischer Schriftsteller
- 1965: Cameron Daddo, australischer Schauspieler und Musiker
- 1965: Inka Friedrich, deutsche Schauspielerin
- 1965: Jesper Parnevik, schwedischer Golfspieler
- 1965: Alison Redford, kanadische Juristin und Politikerin, Premierministerin von Alberta
- 1965: Alexander E. L. Schulin, deutscher Regisseur
- 1966: Ludwig Kögl, deutscher Fußballspieler
- 1967: Mayumi Abe, japanische Curlerin
- 1967: Ai Yazawa, japanische Manga-Zeichnerin
- 1967: Ralf-Peter Post, deutscher Maler und Filmemacher
- 1968: Przemysław Saleta, polnischer Boxer
- 1969: Sam Gash, US-amerikanischer American-Football-Spieler
- 1969: Klaus Hüppchen, deutscher Handballspieler und -trainer
- 1969: Hideki Noda, japanischer Autorennfahrer
- 1969: Humberto Rodríguez, mexikanischer Boxer
- 1969: Jacqueline Vogt, liechtensteinische Skirennläuferin
- 1970: Kálmán Oláh, ungarischer Jazzpianist und Komponist

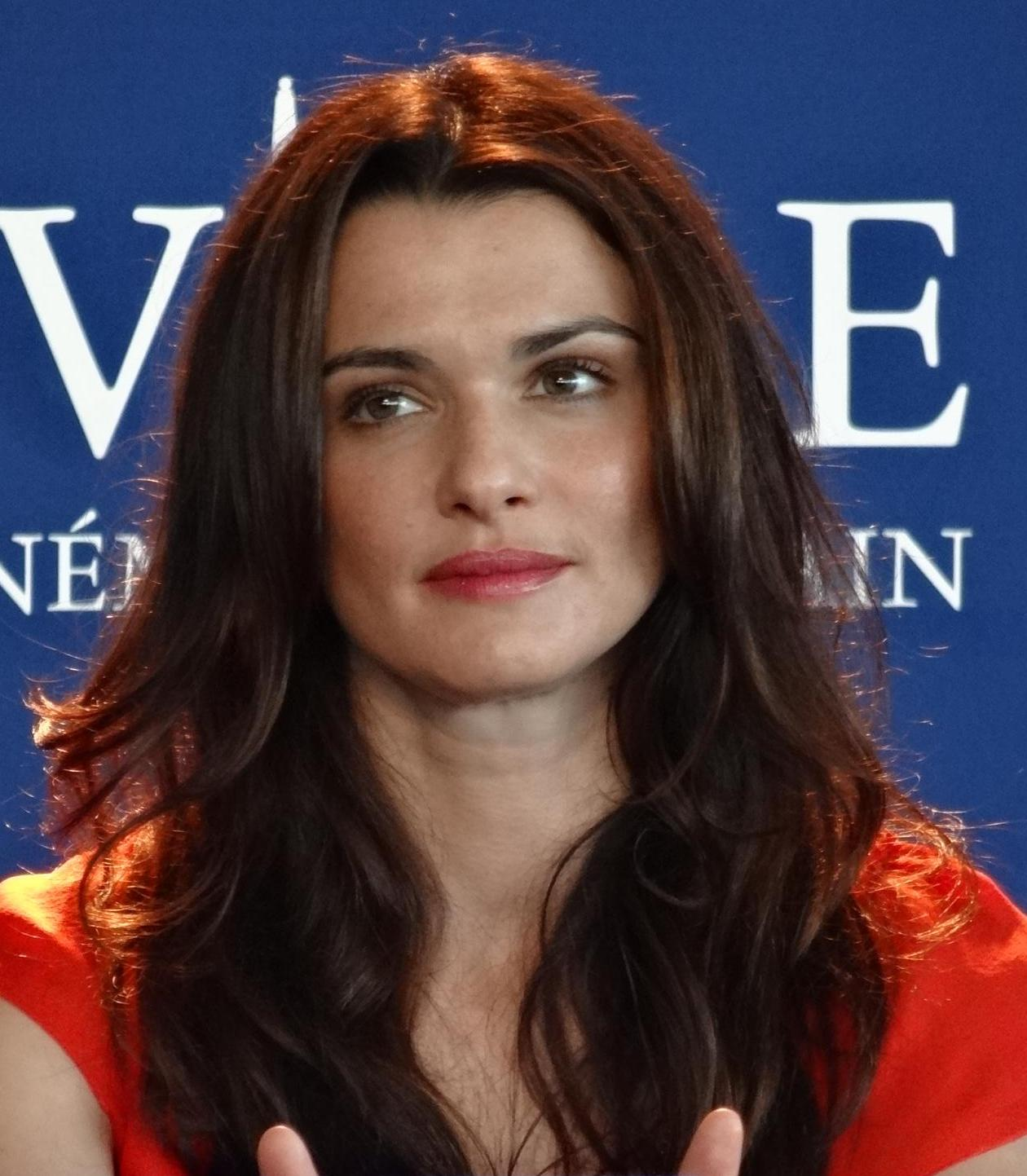
Rachel Weisz (* 1970)

- 1970: Rachel Weisz, britische Schauspielerin
- 1971: Christophe Darbellay, Schweizer Politiker
- 1971: Thies Heinemann, deutscher Schachspieler
- 1971: Peter Sarsgaard, US-amerikanischer Schauspieler
- 1972: Alexandra Reimer, deutsche Theater- und Fernsehschauspielerin
- 1973: Trey Lee, kanadischer Cellist
- 1973: Tomasz Kłos, polnischer Fußballspieler
- 1974: Jenna Fischer, US-amerikanische Schauspielerin
- 1974: Galder Gaztelu-Urrutia, spanischer Regisseur und Filmproduzent
- 1974: Tobias Menzies, britischer Schauspieler
- 1974: Darryl Stephens, US-amerikanischer Schauspieler
- 1974: Krizz Kaliko, US-amerikanischer Rapper
- 1975: Jérôme Fernandez, französischer Handballspieler
- 1975: Ganira Pashayeva, aserbaidschanische Politikerin
- 1975: T. J. Thyne, US-amerikanischer Schauspieler
- 1975: Pascal Meiser, deutscher Politiker, MdB

#### 1976–2000
- 1976: Katja Wolf, deutsche Politikerin, MdL
- 1977: Brad Ascalon, US-amerikanischer Industriedesigner
- 1977: Daniel Hissnauer, deutscher Jurist
- 1977: Mia Hundvin, norwegische Handballspielerin
- 1977: Bartosz Kowalski-Banasewicz, polnischer Komponist
- 1978: Saša Stanišić, deutsch-bosnischer Schriftsteller
- 1979: Ricky Rosselló, puerto-ricanischer Politiker
- 1980: Dwayne Archbold, US-amerikanischer Basketballspieler

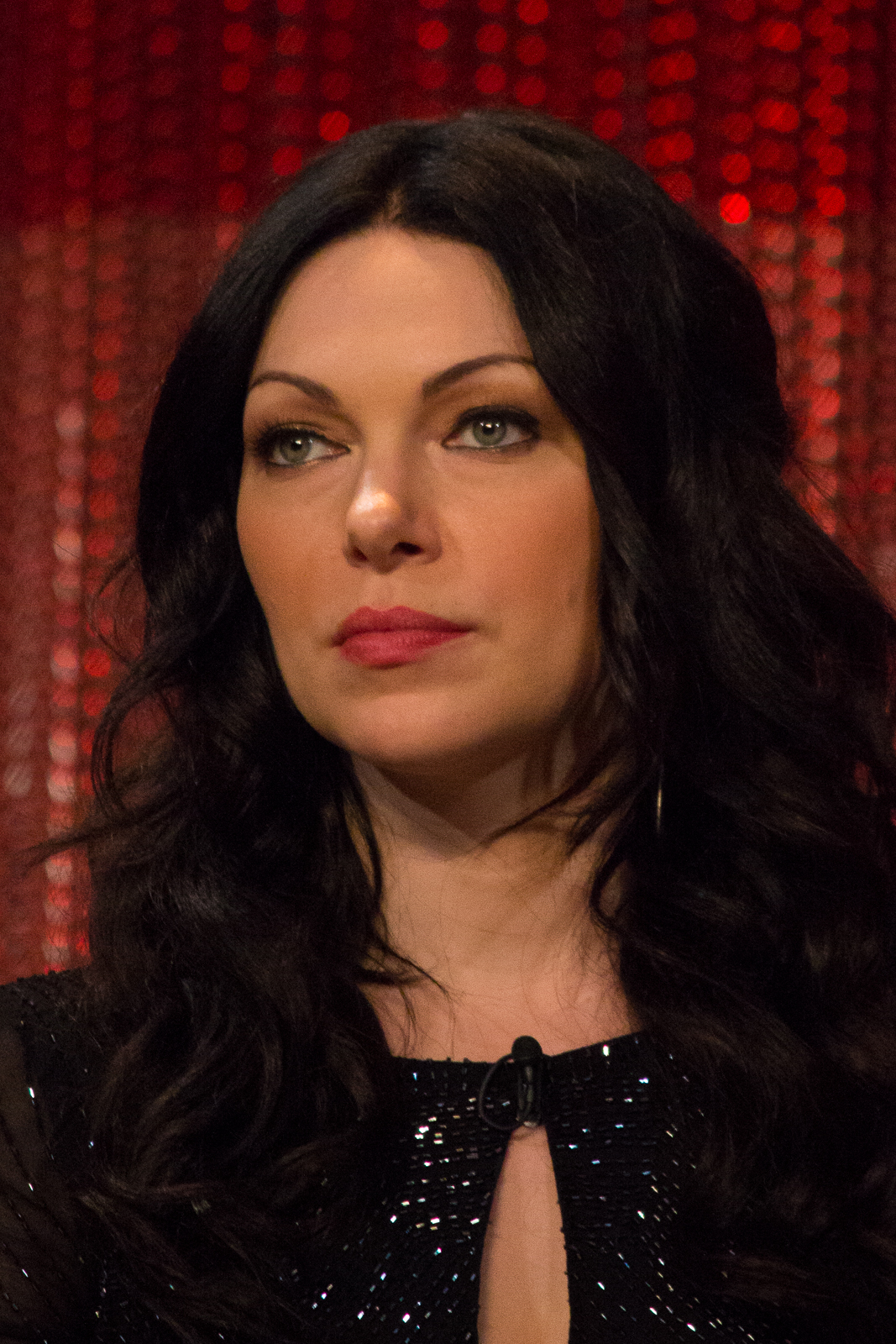
Laura Prepon (* 1980)

- 1980: Laura Prepon, US-amerikanische Schauspielerin
- 1980: Valery Tscheplanowa, deutsche Schauspielerin
- 1981: Kanga Akalé, ivorischer Fußballspieler
- 1981: Andreas Wilson, schwedischer Schauspieler
- 1982: Tomás Guzmán, paraguayischer Fußballspieler
- 1982: Marc Planus, französischer Fußballspieler
- 1983: Rafael Kazior, deutscher Fußballspieler
- 1983: Manucho, angolanischer Fußballspieler
- 1983: Michael Schweikardt, deutscher Handballspieler und -trainer
- 1984: Mathieu Flamini, französischer Fußballspieler
- 1985: Gerwyn Price, walisischer Rugby- und Dartspieler
- 1986: Natalie Vansier, kanadische Schauspielerin
- 1987: Andrea Ambrosi, italienischer Eishockeyspieler
- 1987: Hatem Ben Arfa, französischer Fußballspieler
- 1987: Sylta Fee Wegmann, deutsche Schauspielerin
- 1988: Sebastian Faißt, deutscher Handballspieler

- 1988: MoTrip, deutscher Rapper

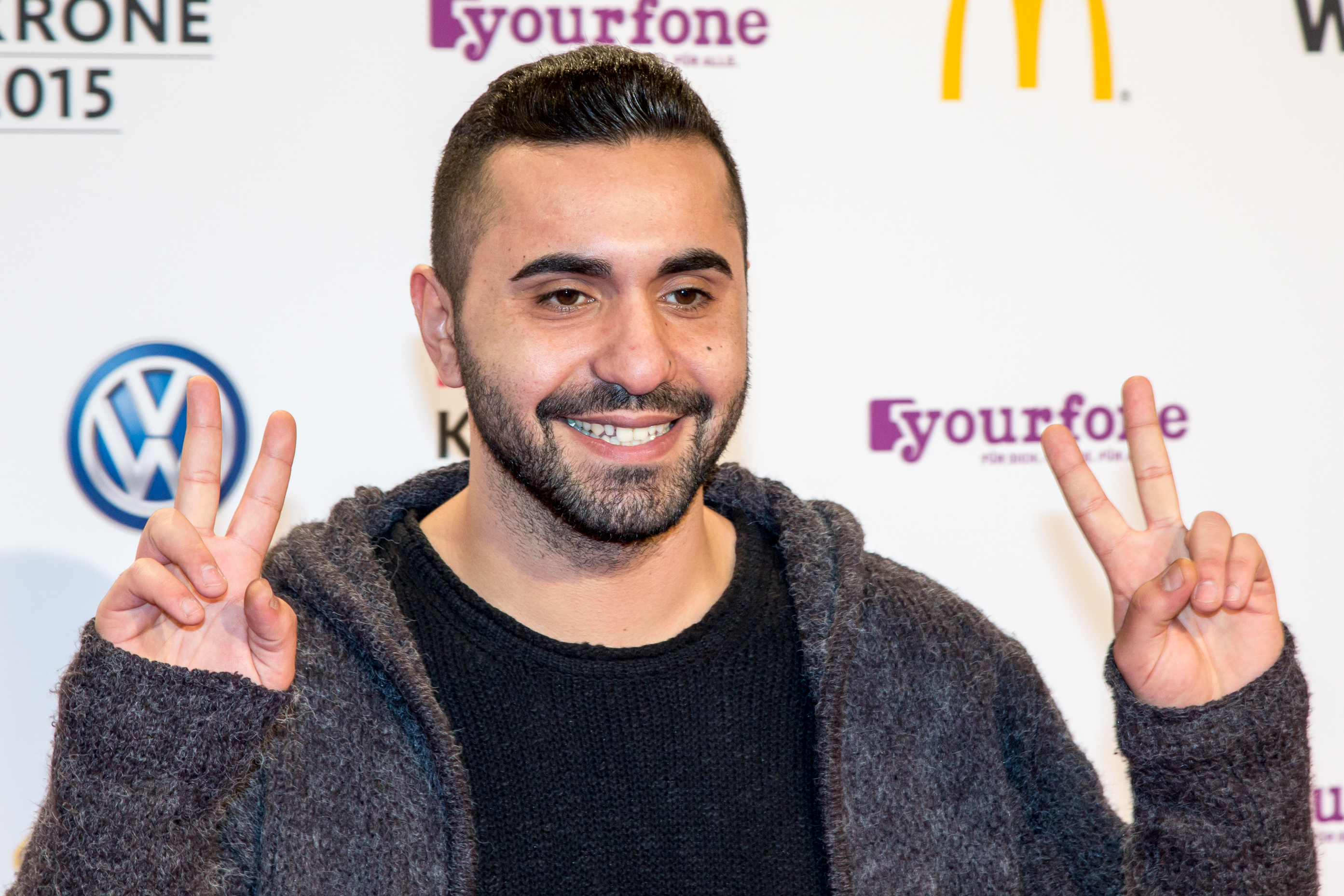
MoTrip (* 1988)

- 1989: Jekaterina Jewgenjewna Gaiduk, russische Handballspielerin
- 1990: Robert Markotić, kroatischer Handballspieler
- 1990: Gary Noël, englisch-mauritischer Fußballspieler
- 1991: Jekaterina Fjodorowna Iljina, russische Handballspielerin
- 1992: Manuel Janzer, deutscher Fußballspieler
- 1992: Christoph Märtner, deutscher Handballspieler
- 1993: Fatoumata Baldé, guineische Fußballspielerin
- 1993: Fernando Monje, spanischer Autorennfahrer
- 1994: Marvin Ducksch, deutscher Fußballspieler
- 1994: Jordan Pickford, englischer Fußballspieler
- 1995: Jekaterina Igorewna Tkatschenko, russische Skirennläuferin
- 1996: Johannes Kreidl, österreichischer Fußballspieler
- 1996: Bart Nieuwkoop, niederländischer Fußballspieler
- 1999: Ronald Araújo, uruguayischer Fußballspieler
- 1999: Luca Pellegrini, italienischer Fußballspieler
- 2000: Daniels Ontužāns, lettischer Fußballspieler

## Gestorben

### Vor dem 15. Jahrhundert
- 0161: Antoninus Pius, römischer Kaiser
- 0203: Perpetua und Felicitas, frühchristliche Märtyrinnen
- 0413: Heraclianus, römischer Feldherr
- 0851: Nominoë, bretonischer Fürst
- 0974: Johannes von Gorze, lothringischer Mönch, Diplomat, Gutsverwalter und Klosterreformer
- 1097: Altwin, Bischof von Brixen
- 1108: Gundulf, Bischof und Baumeister
- 1111: Bohemund von Tarent, Herzog von Tarent und Kreuzfahrer
- 1153: Dietwin, Kardinal und Kreuzfahrer
- 1196: Otto, Fürstbischof von Eichstätt
- 1209: Otto VIII. von Wittelsbach, Pfalzgraf von Bayern
- 1226: William Longespée, 3. Earl of Salisbury, englischer Adeliger
- 1266: Kuno, Bischof von Minden

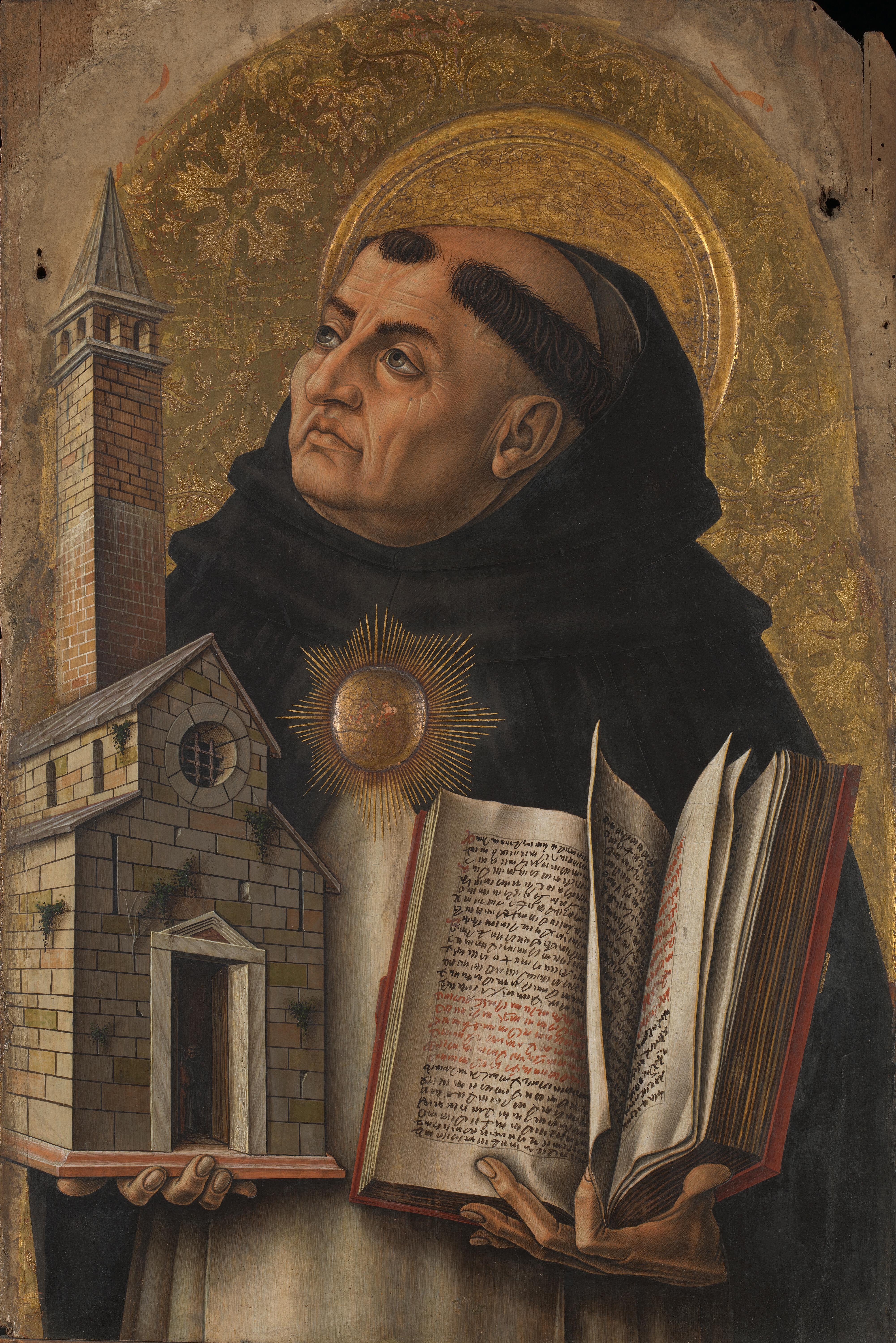
Thomas von Aquin († 1274)

- 1274: Thomas von Aquin, italienischer Dominikaner, Philosoph, Theologe, Kirchenlehrer (Scholastik)
- 1291: Arghun, Herrscher der Ilchane
- 1304: Bartolomeo I. della Scala, Herr von Verona
- 1305: Guido von Dampierre, Graf von Flandern
- 1393: Bogislaw VI., Herzog von Pommern-Wolgast

### 15. bis 17. Jahrhundert
- 1440: Otto IV. von Maissau, österreichischer Ministeriale
- 1440: Konrad von Sarstedt, deutscher Pfarrer, Ratsschreiber, Propst und Stifter
- 1444: François de Metz, Bischof von Gent
- 1466: Georg von Andlau, Dompropst in Basel, erster Rektor der Universität Basel
- 1490: Iwan Iwanowitsch der Junge, russischer Großfürst
- 1498: Simon III. zur Lippe, Fürstbischof von Paderborn
- 1514: Řehoř Hrubý z Jelení, tschechischer Schriftsteller, Übersetzer und Humanist
- 1517: Maria, Prinzessin von Spanien und Königin von Portugal
- 1521: Benedetto Buglioni, Florentiner Bildhauer und Terrakottabildner
- 1524: Ulrich II. von Ortenburg, niederbayrischer Reichsgraf
- 1550: Wilhelm IV., Herzog von Bayern
- 1553: Wolfgang Dachstein, deutscher Organist und Textdichter
- 1562: Michael Lindener, deutscher Schwankdichter
- 1574: Johannes Kessler, Schweizer reformierter Theologe, Reformator und Chronist
- 1606: Bogislaw XIII., Herzog von Pommern
- 1607: Martin Crusius, deutscher Altphilologe und schwäbischer Historiker
- 1610: Maria von Sachsen-Weimar, Äbtissin des Reichsstiftes von Quedlinburg
- 1621: Ottilia von Fürstenberg, Priorin des Klosters Oelinghausen und Äbtissin des Stifts Heerse
- 1623: Luis Mendez de Vasconcellos, Großmeister des Malteserordens
- 1625: Johann Bayer, deutscher Astronom
- 1625: Joachim Ernst, Markgraf von Brandenburg-Ansbach
- 1641: Theodor Höpingk, deutscher Historiker und Jurist
- 1646: Margarethe Altenhofen, Opfer der Hexenprozesse in Rhens
- 1654: Ernst Gottlieb, Fürst von Anhalt-Plötzkau
- 1657: Balthasar van der Ast, niederländischer Maler
- 1674: Charles Sorel, französischer Schriftsteller und Historiograf
- 1675: Kaspar Amort, bayrischer Hofmaler

### 18. Jahrhundert
- 1702: Maria Franziska von Fürstenberg-Heiligenberg, Markgrafin von Baden
- 1711: Hans Georg Asam, deutscher Kirchenmaler des Barock
- 1717: Johann Gerhard Arnold, deutscher Historiker, Konsistorialrat und Gymnasialrektor

- 1724: Innozenz XIII., Papst

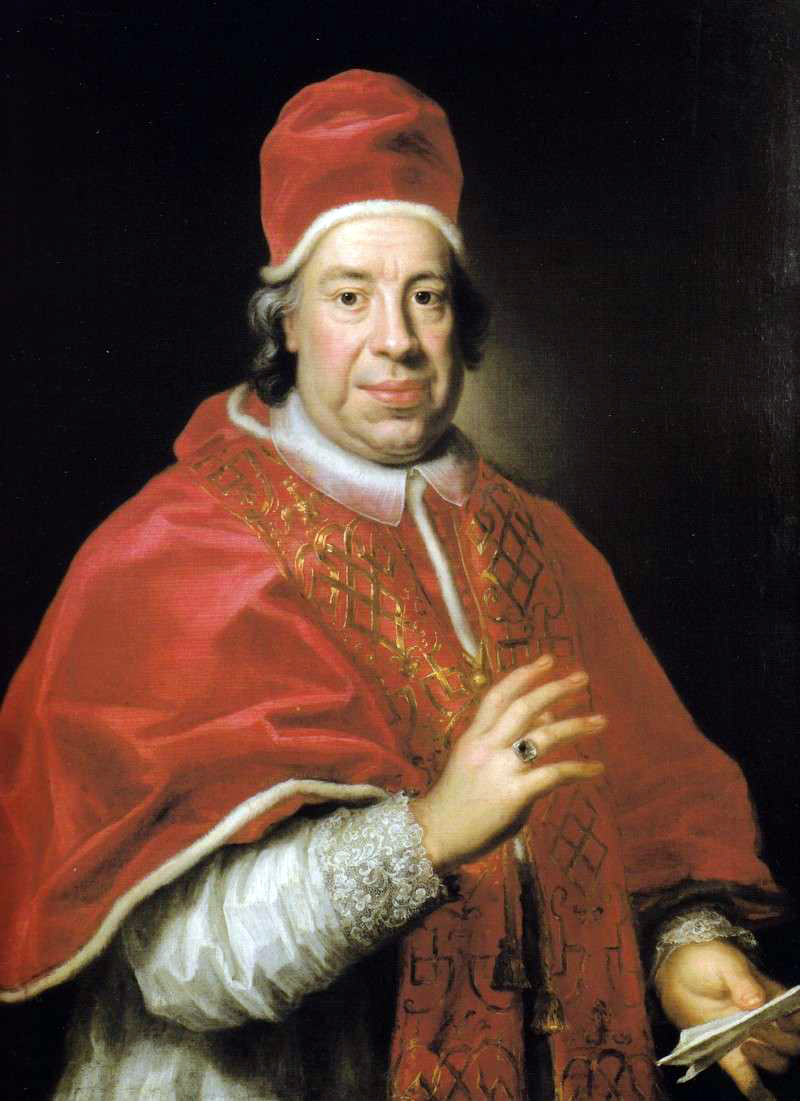
Innozenz XIII. († 1724)

- 1728: Friedrich Ludwig, Herzog von Schleswig-Holstein-Sonderburg-Beck, Generalfeldmarschall und Gouverneur von Preußen
- 1733: Sarah Malcolm, irische Raubmörderin
- 1736: Carl Hans Wachtmeister, schwedischer Adeliger und Admiral
- 1737: Guido von Starhemberg, österreichischer Offizier, kaiserlicher Feldmarschall
- 1737: Francesco Antonio Tullio, italienischer Librettist
- 1743: Claude François Bidal, Marquis d’Asfeld, Marschall von Frankreich
- 1748: William Corbett, englischer Komponist und Violinist
- 1752: Pietro Grimani, 115. Doge von Venedig
- 1758: Franz Joseph Roth, deutscher Stuckateur und Baumeister
- 1766: Robert Gardelle, Schweizer Maler, Kupferstecher und Radierer
- 1767: Jean-Baptiste Le Moyne de Bienville, Gouverneur der französischen Kolonie von Louisiana
- 1777: Sebastian Sailer, deutscher Prämonstratenser, Prediger und Schriftsteller
- 1778: Carl De Geer, schwedischer Industrieller, Zoologe und Entomologe
- 1786: Franz Benda, tschechisch-deutscher Violinist und Komponist
- 1788: Karl Friedrich Flögel, deutscher Kultur- und Literaturhistoriker
- 1791: Johann Georg Arnold Oelrichs, deutscher evangelischer Theologe und Philosoph
- 1796: Christoph August Bode, deutscher Hochschullehrer, Philologe und Orientalist
- 1796: Paulus Chevallier, niederländischer reformierter Theologe
- 1797: Hieronymus Eschenbach, deutscher Mathematiker und Übersetzer

### 19. Jahrhundert
- 1801: Georg Heinrich Macheleid, thüringischer Fabrikant, einer der Nacherfinder des Porzellans
- 1802: Franz Josef Gassmann, Schweizer Buchdrucker und -händler, Zeitungsgründer und Redaktor
- 1809: Johann Georg Albrechtsberger, österreichischer Musiktheoretiker und Komponist
- 1809: Jean-Pierre Blanchard, französischer Ballonfahrer
- 1810: Cuthbert Collingwood, 1. Baron Collingwood, britischer Vizeadmiral
- 1813: Hans Jacob Mumenthaler, Schweizer Chemiker und Mechaniker
- 1820: Ludwig Engelbert Marie Joseph Augustin, Herzog von Arenberg, Aarschot und Meppen und Fürst von Recklinghausen
- 1822: Carlo Canobbio, italienischer Komponist und Geiger
- 1824: Ludwig Wilhelm Gilbert, deutscher Physiker
- 1825: Carl Friedrich Reichhelm, deutscher evangelischer Geistlicher
- 1833: Heinrich XLVII. Reuß zu Köstritz, preußischer Regierungspräsident

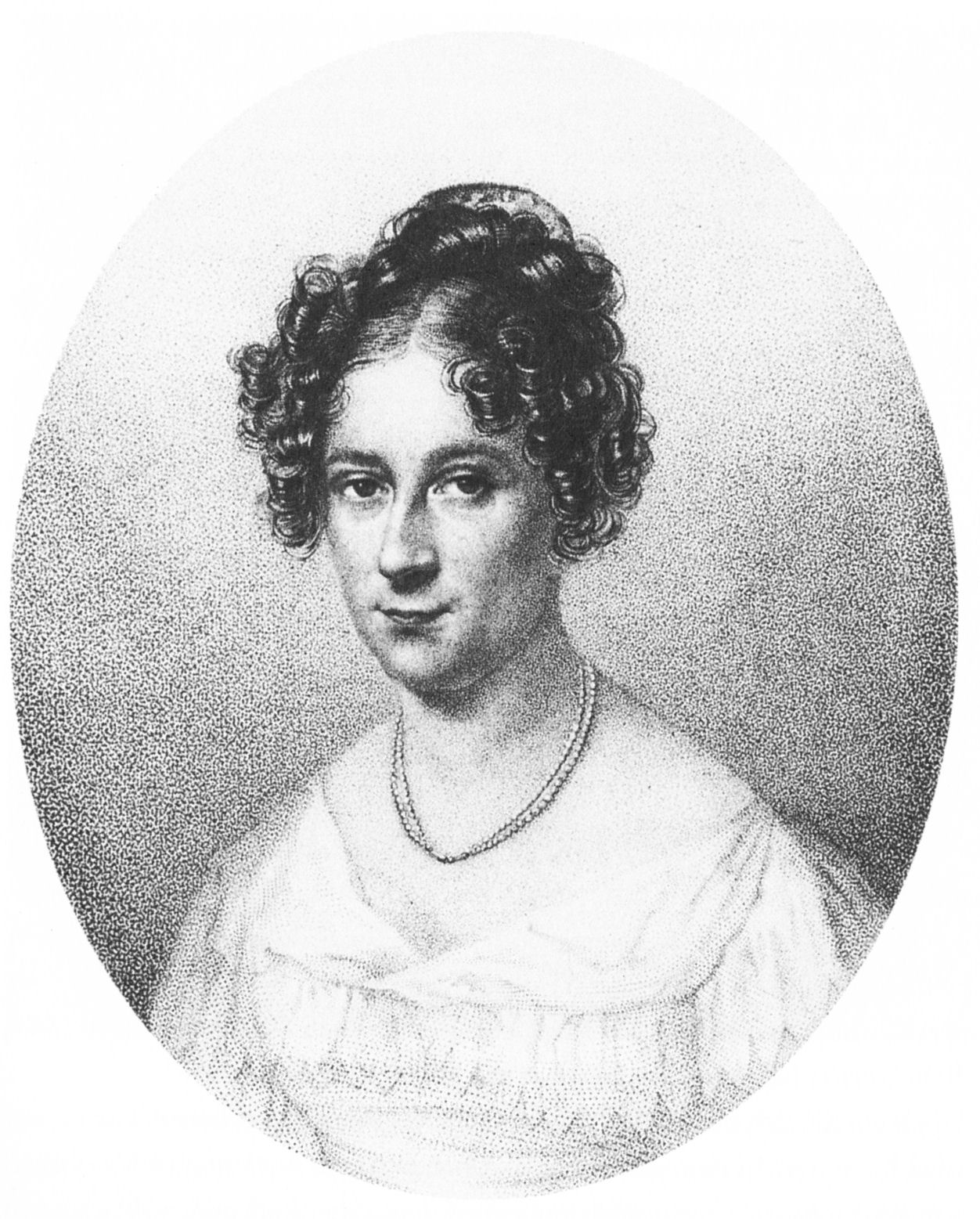
Rahel Varnhagen von Ense († 1833)

- 1833: Rahel Varnhagen von Ense, deutsche Schriftstellerin und Salonière, Vertreterin der jüdischen Emanzipation und Emanzipation der Frauen
- 1837: Manthatulat, König von Luang Phrabang
- 1842: Paul Friedrich, Großherzog von Mecklenburg-Schwerin
- 1842: Christian Theodor Weinlig, deutscher Musikpädagoge, Komponist und Chordirigent
- 1844: Christian Lente Freyherr von Adeler, Jurist
- 1848: Giambattista Torricelli, Schweizer römisch-katholischer Geistlicher und Schriftsteller
- 1852: Jacopo Ferretti, italienischer Librettist
- 1858: Jacob Daniel Burgschmiet, deutscher Bildhauer und Erzgießer
- 1858: Bertha Unzelmann, deutsche Schauspielerin
- 1863: Bartolomeo Bosco, italienischer Zauberkünstler
- 1867: Louis Boulanger, französischer Maler
- 1867: Carl Ludwig Gesell, deutscher Orgelbauer
- 1872: Carl Ferdinand Jänisch, russischer Schachspieler
- 1875: John Edward Gray, britischer Zoologe, bezeichnete sich als ersten Philatelisten der Welt
- 1875: Arthur Helps, britischer Schriftsteller
- 1877: Rafael Ildefonso Arté, spanischer Musikpädagoge
- 1877: Victor Scheppers, belgischer Priester und Ordensgründer

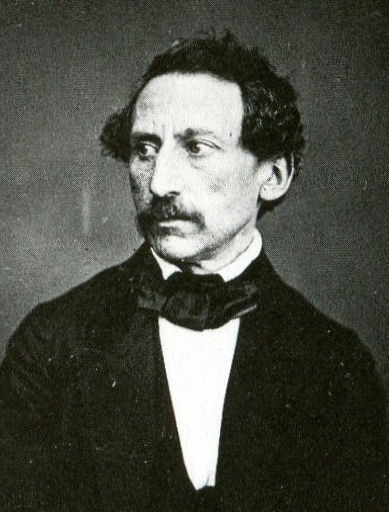
Louis Asher († 1878)

- 1878: Louis Asher, deutscher Landschaftsmaler und Bildhauer
- 1879: Carl Sandberg, schwedischer Historiker und Sammler von Archivalen
- 1880: Louis Thomas Jerome Auzoux, französischer Modellbauer und Anatom
- 1883: John Richard Green, britischer Priester, Historiker und Geograph
- 1885: Jakub Malý, tschechischer Historiker, Schriftsteller und Journalist
- 1887: Ferdinand von Arlt, österreichischer Chirurg und Augenarzt
- 1890: Karl Rudolf Friedenthal, deutscher Politiker, Jurist und Unternehmer
- 1891: Franz Kaspar Drobe, deutscher Priester, Bischof von Paderborn
- 1891: Eduard Hiller, deutscher Altphilologe
- 1892: Étienne Arago, französischer Schriftsteller
- 1892: Louis Schwartzkopff, deutscher Unternehmer
- 1894: Hermann von Busse, deutscher Jurist und Mitglied des Deutschen Reichstags
- 1895: Aloys Kunc, französischer Komponist und Organist
- 1897: Peter von Bradke, deutscher Linguist und Sanskritist
- 1898: Theodore Davie, kanadischer Politiker
- 1899: Werner von Arnswaldt, deutscher Rittergutsbesitzer, Jurist und Politiker

### 20. Jahrhundert

#### 1901–1950

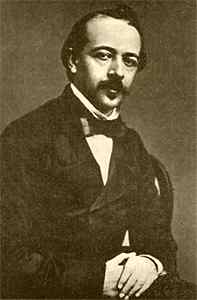
Alexander Büchner († 1904)

- 1904: Alexander Büchner, deutsch-französischer Literaturwissenschaftler
- 1904: Ferdinand André Fouqué, französischer Geologe
- 1906: Arnold Neher, Schweizer Landschaftsgärtner und Bühnenautor
- 1907: Rudolf Christian Dümmatzen, deutscher Weinhändler und Politiker
- 1907: Victor Alphonse Duvernoy, französischer Komponist und Pianist
- 1908: Bernhard Howaldt, deutscher Unternehmer und Ingenieur
- 1911: Antonio Fogazzaro, italienischer Schriftsteller und Dichter
- 1912: Philipp Jacob Auer, deutscher Politiker
- 1912: Eugène Dandiran, Schweizer evangelischer Geistlicher und Hochschullehrer
- 1913: Carl Diercke, deutscher Pädagoge und Kartograf (Diercke-Schulatlas)
- 1913: E. Pauline Johnson, kanadische Lyrikerin und Schriftstellerin
- 1914: Henryk Dobrzycki, polnischer Arzt, Philanthrop und Komponist
- 1914: Edmund Lang, deutscher Jurist
- 1916: Konrad Lessing, deutscher Landschaftsmaler
- 1917: Eugen von Aichelburg, österreichischer Politiker
- 1920: Alexander Wassiljewitsch Adrianow, russischer Gelehrter

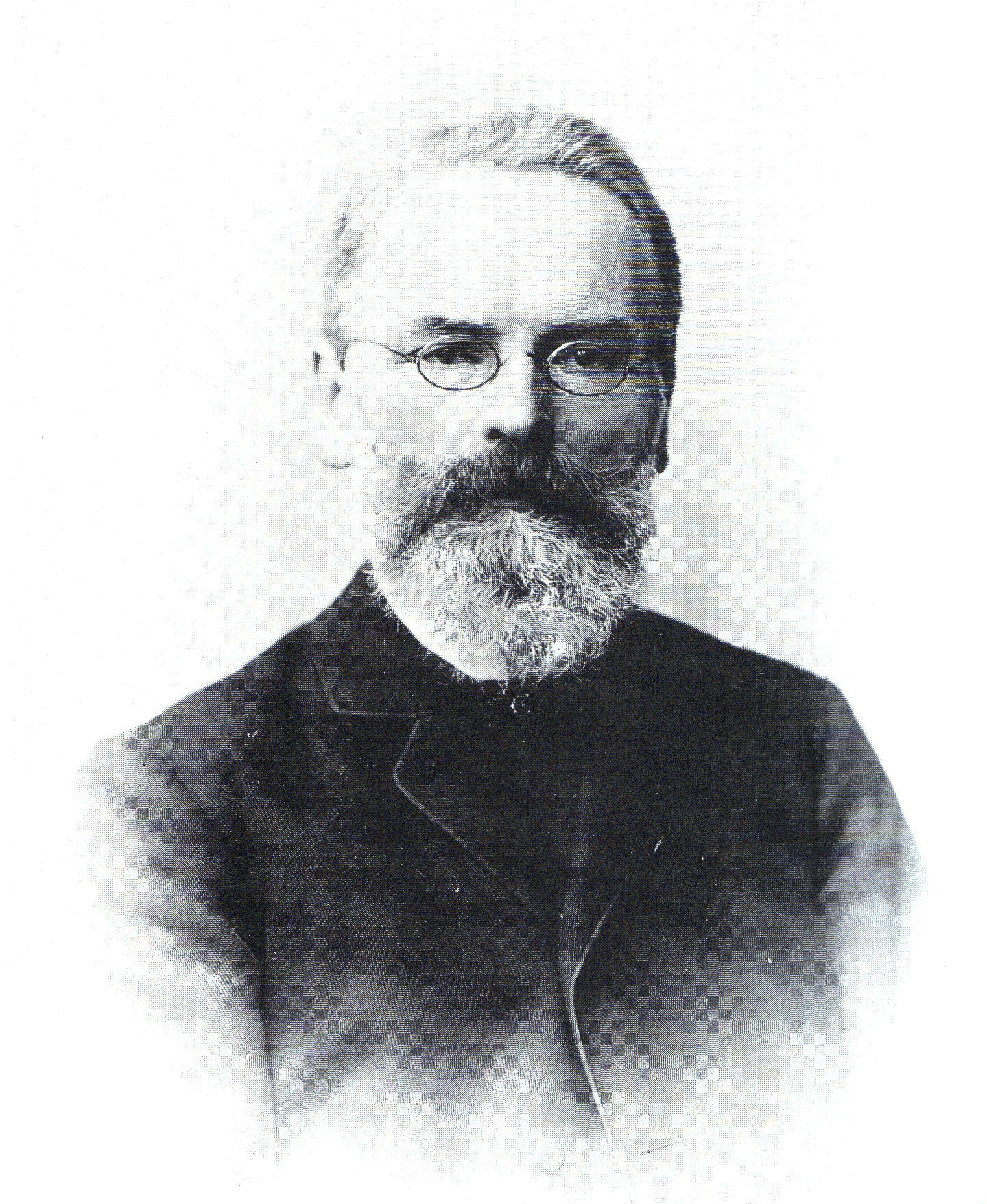
Ernst Wagner († 1920)

- 1920: Ernst Wagner, deutscher Prähistoriker
- 1921: Emanuel Hugo Eugen Ottokar von Aderkas, russischer Verwaltungsjurist, Geheimer Rat und Gutsbesitzer
- 1921: Alexander Iljitsch Dutow, kasachisch-russischer General der Kosaken im Russischen Bürgerkrieg
- 1922: Carl Ludwig Schleich, deutscher Arzt und Schriftsteller
- 1922: Axel Thue, norwegischer Mathematiker
- 1925: Alexander Iwanowitsch Wwedenski, russischer Philosoph und Psychologe
- 1928: Gustav Lehmann, deutscher Pädagoge und Botaniker
- 1929: Auguste Groner, österreichische Schriftstellerin
- 1931: Casimir von Arx, schweizerische Politiker
- 1931: Akseli Gallen-Kallela, finnischer Maler, Architekt und Designer
- 1931: Sophie Kleinfeller-Pühn, deutsche Genremalerin
- 1931: Lupu Pick, rumänisch-deutscher Schauspieler und Regisseur
- 1931: Theo van Doesburg, niederländischer Maler, Architekt und Kunsttheoretiker
- 1932: Alois Amann, österreichischer Politiker

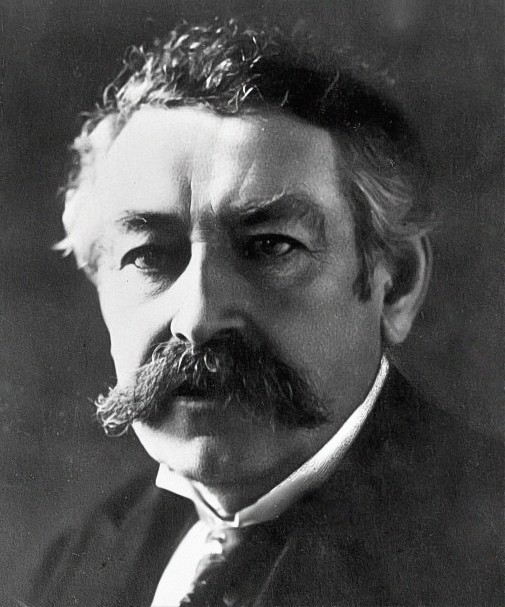
Aristide Briand († 1932)

- 1932: Aristide Briand, französischer Politiker, Minister, Außenminister und Ministerpräsident, Friedensnobelpreisträger
- 1933: Hermann von Gottschall, deutscher Schachspieler
- 1937: Guido von Pogatschnigg, rumäniendeutscher Komponist, Kirchenmusiker und Musikpädagoge
- 1937: Waldemar Titzenthaler, deutscher Fotograf
- 1938: Juan Bautista Massa, argentinischer Komponist
- 1939: Hans Abt, Schweizer Jurist, Politiker und Heimatforscher
- 1939: Adelheid Popp, österreichische Frauenrechtlerin und Sozialistin
- 1939: Amadeo Roldán, kubanischer Komponist und Dirigent
- 1941: Nina Arbore, rumänische Malerin
- 1941: Günther Prien, deutscher Marineoffizier und U-Boot Kommandant
- 1943: Alma Moodie, australische Geigerin
- 1943: Margarete Wolff, deutsche Gewerkschafterin, Opfer des Holocaust
- 1944: Julia Menz, deutsche Pianistin, Cembalistin und Reiseschriftstellerin
- 1944: Emanuel Ringelblum, polnisch-jüdischer Historiker, Politiker, Pädagoge und Publizist, legte das Untergrundarchiv Oneg Szabat an
- 1945: Adolf Bartels, deutscher Schriftsteller und Literaturhistoriker
- 1945: Albrecht Penck, deutscher Geograph und Geologe
- 1947: Josef Meisinger, deutscher Offizier der SS und Polizei, Kriegsverbrecher
- 1947: Ossi Oswalda, deutsche Schauspielerin der Stummfilm- und frühen Tonfilm-Zeit
- 1950: Sebastian Fichtner, deutscher Offizier, Generalleutnant der Wehrmacht

#### 1951–2000

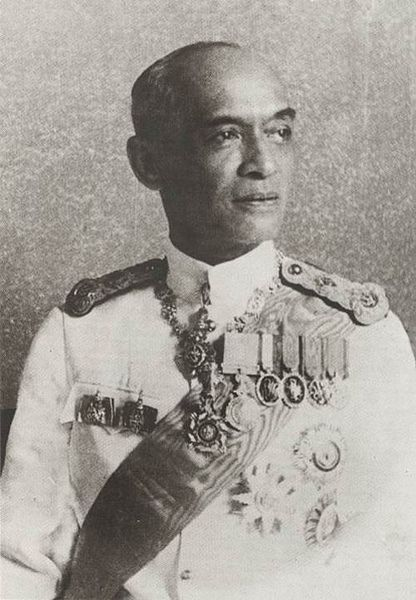
Rangsit Prayurasakdi († 1951)

- 1951: Rangsit Prayurasakdi, thailändischer Prinz
- 1952: Yogananda, indischer Yogi und Guru
- 1954: Ernst Winter, deutscher Politiker, MdB
- 1954: Otto Diels, deutscher Chemiker
- 1954: Ludwik Hirszfeld, polnischer Mediziner und Immunologe
- 1957: Johann Wolfgang Amschler, deutscher Biologe

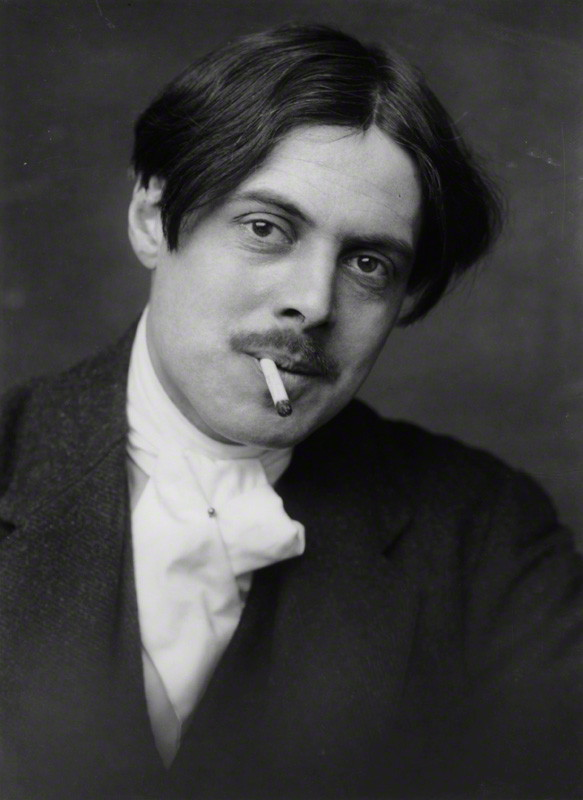
Wyndham Lewis († 1957)

- 1957: Wyndham Lewis, britischer Schriftsteller und Maler, Mitbegründer des Vortizismus
- 1958: Alexander Isaak Cemach, russisch-österreichisch-britischer Mediziner und Hochschullehrer
- 1959: Fritz Heinrich, deutscher Gewerkschafter und Politiker, MdB
- 1959: Arthur Cecil Pigou, britischer Ökonom
- 1960: Gottfried Bohnenblust, Schweizer Hochschullehrer, Germanist, Literaturhistoriker, Komponist und Schriftsteller
- 1961: Gerhardt Katsch, deutscher Mediziner
- 1962: Eugène van den Bossche, belgischer Autorennfahrer
- 1963: Jack Anglin, US-amerikanischer Country-Sänger
- 1963: Franz Heske, deutsch-österreichischer Forstwissenschaftler und Philosoph
- 1963: Edmond Malherbe, französischer Komponist
- 1964: Heinrich Deist, deutscher Politiker, MdB
- 1964ː Elsa Herzog, deutsche Modejournalistin

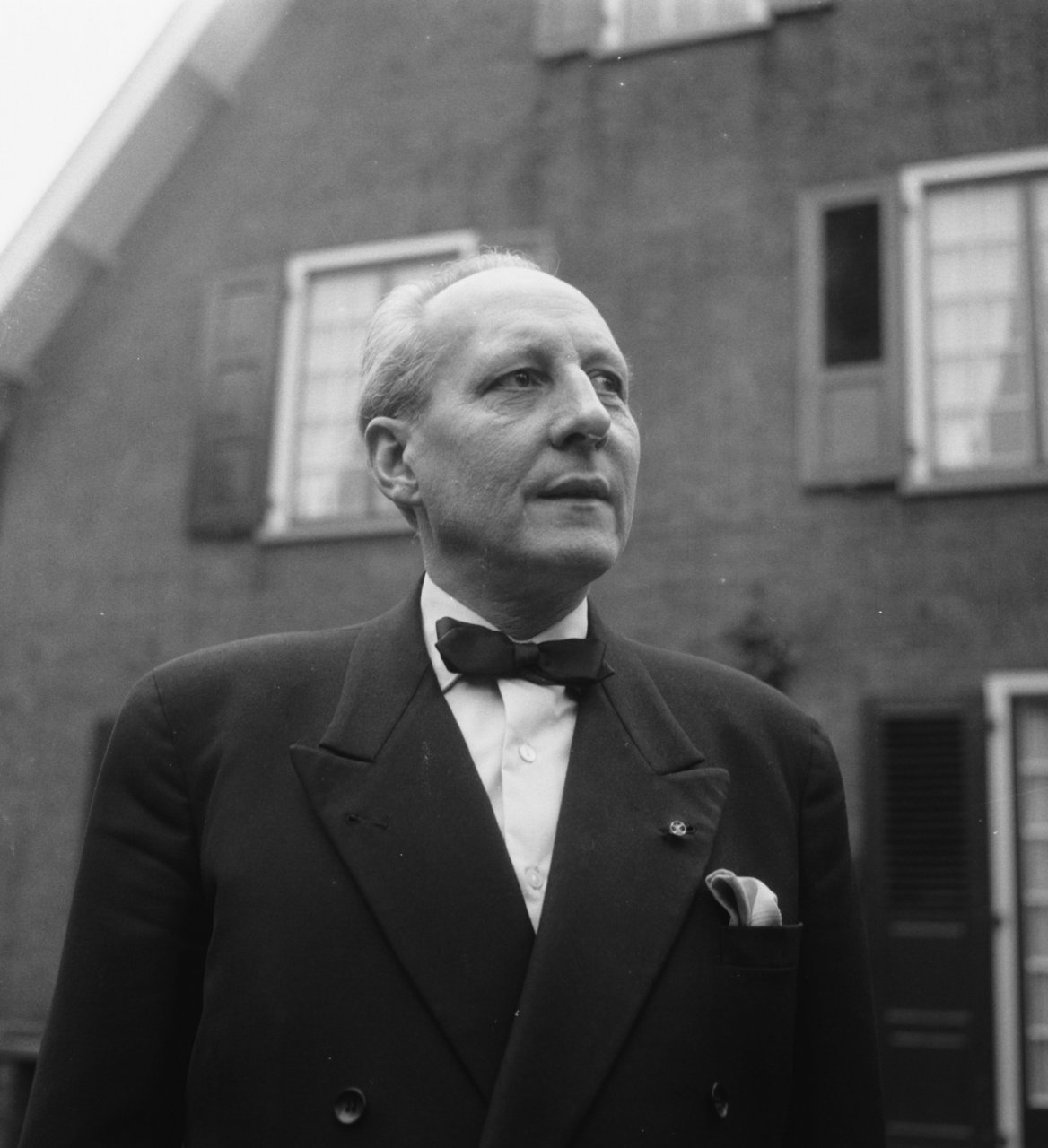
Anthon van der Horst († 1965)

- 1965: Anthon van der Horst, niederländischer Organist, Dirigent, Komponist und Musikpädagoge
- 1966: William Waldorf Astor, 3. Viscount Astor, britischer Peer, Geschäftsmann und Politiker
- 1966: Georg Faber, deutscher Mathematiker
- 1967: Willie Smith, US-amerikanischer Altsaxophonist
- 1967: Alice B. Toklas, US-amerikanische Kochbuchautorin
- 1968: Gladys Egbert, kanadische Pianistin und Musikpädagogin
- 1968: Werner Lieven, deutscher Schauspieler und Synchronsprecher
- 1969: Alfred Kienast, Schweizer Mathematiker und Hochschullehrer
- 1970: Cyril Monk, australischer Geiger, Musikpädagoge und Komponist
- 1971: Erich Abraham, deutscher Offizier
- 1971: Richard Montague, US-amerikanischer Mathematiker, Philosoph und Linguist

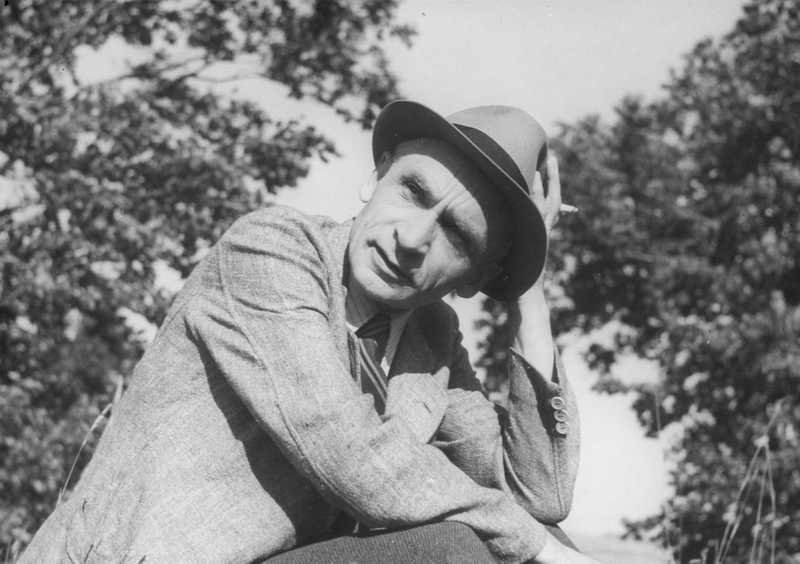
Jan Weiss († 1972)

- 1972: Jan Weiss, tschechischer Schriftsteller
- 1972: Otto Griebel, deutscher Maler
- 1975ː Erika Abels d’Albert, österreichische Malerin, Grafikerin und Modeentwerferin
- 1975: Michail Michailowitsch Bachtin, russischer Philosoph und Literaturwissenschaftler

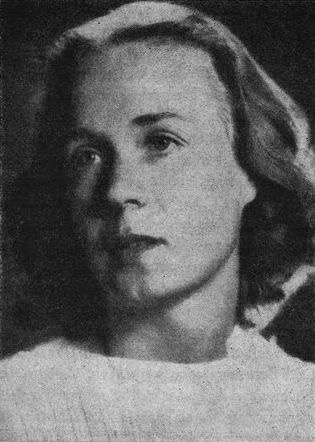
Tove Ditlevsen († 1976)

- 1976: Tove Ditlevsen, dänische Autorin
- 1978: Gerhart Baron, österreichischer Autor
- 1978: Ernst Kapp, deutscher Altphilologe
- 1978: Rudolf Schoeller, Schweizer Autorennfahrer
- 1979: Klaus Egge, norwegischer Komponist und Musikkritiker
- 1979: Paul Schatz, deutsch-schweizerischer Anthroposoph, Künstler, Erfinder und Techniker
- 1979: Bill von der Becke, britischer Autorennfahrer
- 1981: Giovanni Bianconi, Schweizer Lehrer, Holzschnitzer und Heimatforscher
- 1981: Bosley Crowther, US-amerikanischer Filmkritiker
- 1981: Little Hat Jones, US-amerikanischer Bluesmusiker
- 1981: Hilde Sperling, deutsche Tennisspielerin
- 1982: Ida Barney, US-amerikanische Astronomin und Mathematikerin
- 1982: Konrad Wolf, deutscher Filmregisseur
- 1983: Igor Markevitch, italienischer Komponist und Dirigent ukrainischer Herkunft
- 1983: Lutz Eigendorf, deutscher Fußballspieler
- 1984: Robert Bloch, französischer Autorennfahrer
- 1985: Tamara Ramsay, deutsche Kinderbuchschriftstellerin

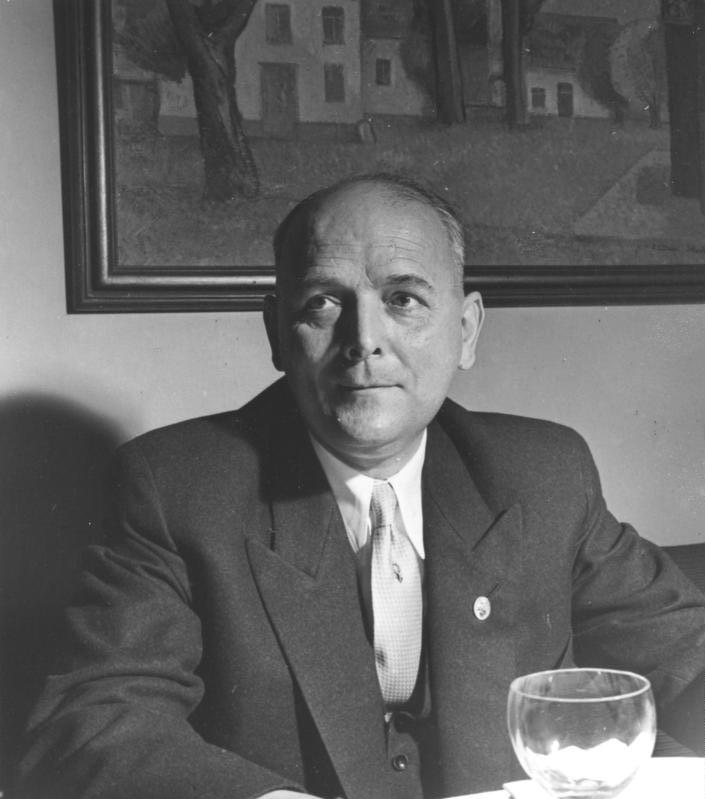
Franz-Josef Wuermeling († 1986)

- 1986: Franz-Josef Wuermeling, deutscher Politiker, MdL, MdB, Bundesminister
- 1987: Eugeniusz Eibisch, polnischer Maler und Hochschullehrer
- 1987: Gaston Robail, französischer Autorennfahrer
- 1988: Divine, US-amerikanischer Schauspieler und Sänger, Dragqueen
- 1988: Rafael Quiñones Vidal, puerto-ricanischer Journalist und Fernsehmoderator
- 1990: Claude Arrieu, französische Komponistin
- 1990: Luís Carlos Prestes, brasilianischer Politiker
- 1990: Mihály Tóth, ungarischer Fußballspieler
- 1990: Carl Alvar Wirtanen, US-amerikanischer Astronom
- 1991: Josef Páleníček, tschechischer Pianist und Komponist
- 1991: Werner Salevsky, deutscher Endurosportler
- 1993: Duane Carter, US-amerikanischer Autorennfahrer
- 1994: Ray Arcel, US-amerikanischer Boxtrainer
- 1995: Jean Amila, französischer Schriftsteller
- 1995: Norman Rosten, US-amerikanischer Schriftsteller
- 1995: Kazimierz Wiłkomirski, polnischer Komponist, Dirigent, Cellist und Musikpädagoge
- 1997: Agnieszka Osiecka, polnische Schriftstellerin
- 1997: Edward Mills Purcell, US-amerikanischer Physiker, Nobelpreisträger
- 1997: Martin Kippenberger, deutscher Maler, Installations- und Performancekünstler, Bildhauer und Fotograf
- 1998: Leonie Rysanek, österreichische Kammersängerin
- 1999: Friedrich Asinger, österreichischer Chemiker
- 1999: Stanley Kubrick, US-amerikanischer Regisseur, Produzent und Drehbuchautor
- 2000: William D. Hamilton, britischer Biologe
- 2000: Pee Wee King, US-amerikanischer Country-Musiker
- 2000: Charles Gray, britischer Schauspieler

### 21. Jahrhundert
- 2001: David Astor, britischer Journalist und Zeitungsverleger
- 2001: Walter Pass, österreichischer Musikwissenschaftler
- 2002: Mati Klarwein, deutscher Maler
- 2002: Franziska Rochat-Moser, Schweizer Leichtathletin
- 2003: Manfred Durniok, deutscher Filmproduzent
- 2004: Ruth Jecklin, Schweizer Schauspielerin
- 2005: Walter Arendt, deutscher Gewerkschafter und Politiker, MdB und Bundesminister, MdEP
- 2005: Debra Hill, US-amerikanische Drehbuchautorin und Filmproduzentin
- 2006: Jens-Peter Ostendorf, deutscher Komponist

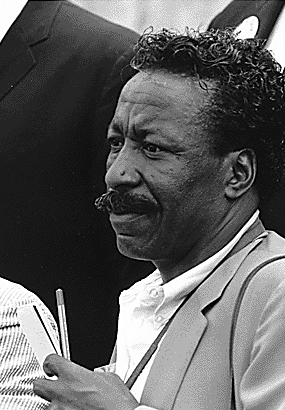
Gordon Parks († 2006)

- 2006: Gordon Parks, US-amerikanischer Filmregisseur, Fotograf, Schauspieler, Schriftsteller und Komponist
- 2006: Ali Farka Touré, malischer Musiker
- 2007: Frigyes Hidas, ungarischer Komponist
- 2009: André Casanova, französischer Komponist
- 2009: Jang Ja-yeon, südkoreanische Schauspielerin
- 2009: Francesco Zagatti, italienischer Fußballspieler und -trainer
- 2013: Giuliano Bignasca, Schweizer Politiker, Bauunternehmer und Verleger
- 2015: Edmond Malinvaud, französischer Ökonom
- 2016: Hubertus Christ, deutscher Ingenieur und ehemaliger Präsident des Vereins Deutscher Ingenieure
- 2016: Helga Schultz, deutsche Historikerin
- 2017: Hans Georg Dehmelt, deutsch-US-amerikanischer Physiker und Nobelpreisträger
- 2017: Kurt Meyer, Schweizer Sprachwissenschafter und Bibliothekar
- 2018: Reynaldo Bignone, argentinischer General und Politiker
- 2018: Dietmar Herz, deutscher Politikwissenschaftler und politischer Beamter
- 2018: Günter Mäder, deutscher Fußballspieler
- 2020: Romen Davtjan, armenischer Komponist und Hochschullehrer
- 2021: Janis Dowd, US-amerikanische Schwimmerin
- 2022: Paul Anderson, britischer Regattasegler
- 2022: Max Benker-Bernegger, Schweizer Turner
- 2022: Zhou Guangren, chinesische Pianistin
- 2022: Rafiq Tarar, pakistanischer Jurist und Politiker, Richter am Obersten Gericht, Staatspräsident
- 2023: Patricia McCormick, US-amerikanische Wasserspringerin
- 2025ː Barbara Bergelt, deutsche Politikerin, MdL in Hessen
- 2025ː Elisabeth Rickal, deutsche Politikerin, MdL

## Feier- und Gedenktage
- Kirchliche Gedenktage
  - Hll. Perpetua und Felicitas, Märtyrinnen (katholisch, orthodox, anglikanisch, evangelisch)
- Namenstage
  - Reinhard, Volker

Weitere Einträge enthält die Liste von Gedenk- und Aktionstagen.